# 植田佳奈
植田 佳奈（うえだ かな、1980年6月9日 - ）は、日本の女性声優、歌手。奈良県生駒市出生、大阪府東大阪市出身。アイムエンタープライズ所属。

## 経歴

### 生い立ち
奈良県生駒市生まれ。大阪府東大阪市育ち。小学生の時に大阪に引越した。
子供の頃、映画『アニー』、『ラビリンス/魔王の迷宮』を見て職業としての声優を意識した。
小学生の頃からコスプレに夢中になり、大阪や京都の同人即売会やコミックマーケットでコスプレイヤーとして度々参加していた。初コスプレは『サクラ大戦』の真宮寺さくら。同人作家としても活動しており、同人誌を発行したこともある（後述）。
児童劇団に所属し、舞台やミュージカルをやっていた。初仕事はCMで、高校生のときは音楽番組の司会も担当した。タカラジェンヌに憧れ、小学生の頃から宝塚音楽学校予備校に通う。声楽・バレエ・ダンスを習うが、高校3年生までに身長が伸びず諦めた。「自分のやりたいことができる道はないか……」と頭に浮かんだのが声優であり、学生時代にテーブルトークRPGのラジオドラマをしていた経験が大きく「こんなに声だけでお芝居ができる仕事があるんだ」と強く印象に残っていたという。大阪府立市岡高等学校 では、放送部（部長）や軽音部に所属。放送部ではテープを編集してお昼にかけたり、アマチュア無線資格に合格してアンテナを担いで六甲山へ登頂した。軽音部ではピアノ、ドラムやマリンバなどの打楽器全般を担当した。

### 声優として
神戸女学院大学へと進み、大学生のとき、雑誌ボイスアニメージュのオーディション「ボイスアーティストプロジェクト」でグランプリ受賞。植田自身も受かるとは思っておらず、その頃から「声優を一生の仕事にしたい」とは思っていたが、感触、探るつもりで応募したところ決まったという。大学に籍を置きながら日本ナレーション演技研究所大阪校の研修科で学び、アーツビジョン所属となる。その間にも毎日放送『ちちんぷいぷい』のレポーターを担当していた。その後、現在の事務所アイムエンタープライズへと移籍。
2001年、トーキョーN◎VAのドラマCD「ナイフエッジ」のジェム役で声優デビュー。同年、テレビアニメ『サイボーグ009』の001/イワン・ウイスキー役で初レギュラーを獲得、『FF：U 〜ファイナルファンタジー:アンリミテッド〜』では主題歌を担当し、それが個人での歌手デビューとなった。
デビューして間もない頃、「avex mode」とアーティスト契約を結ぶ。その後同じ事務所の中原麻衣・斎藤千和・森永理科と声優ユニット「みっくすJUICE」を、能登麻美子・後藤麻衣・清水香里・佐藤利奈と声優ユニット「N's」を、N'sからスピンアウトする形で生天目仁美・松来未祐を加えた声優ユニット「N±」を、ラジオからの派生で清水香里との声優ユニット「M's」を結成。「Hearts for Earth Aid & Relief Team（H.E.A.R.T.）」ではチャリティ活動にも参加している。
現在は出演作品のキャラクターソングを歌ったり、声優ユニットを組んで出演作品の楽曲をリリースすることはあるが、個人での歌手活動は見られない。
755 (アプリケーション)を2015年からしており、現時点で声優は植田と入江麻衣子の2人のみである。

## 人物・エピソード
音域はA - C。方言は関西弁。
役柄としては幼いキャラクターは作り込んだ声で演じることが多いが、2013年時点では地声に近い声で演じることも増えているという。
趣味は楽器演奏。特技はドラム、ピアノ。
資格は普通自動車免許、アマチュア無線4級。
声優仲間と共に『モンスターハンター』をする「モンハン会」を作っている。ゲーム雑誌で連載を持ったり『モンスターハンター フロンティア オンライン』のCVにも起用され、同作品のテレビ番組やイベントにも度々出演している。『ラグナロクオンライン』や『エミル・クロニクル・オンライン』などの番組のMCにも起用される。
Xbox 360の『Halo 3』に熱中し、陶山章央を中心とした声優仲間たちと共にHalo 3をする会「兵団」にも所属。『Halo 3: ODST』ではセイディー・エンデシャ役も務めた。『コール オブ デューティ モダン・ウォーフェア3』のアリョーナ役で吹き替え声優にも起用され、同番組のMCも担当している。また、デビュー作がファーイースト・アミューズメント・リサーチ製作のトーキョーN◎VAのCDドラマだったため、「テーブルトークRPG」のプレイ経験もある。『ナイトウィザード The ANIMATION』ではアゼル＝イヴリス役に起用され、ファンブック『リーチ・フォー・ザ・スターズ』に収録されたリプレイ『月は無慈悲な夜の女王』にも参加している。
麻雀を教えたのはあかほりさとるで、まだ覚えたての頃に大会へ出場（当初は見学の予定が欠員が出たために自らの意思で参加）。当初は雀荘に一人で通っていたが、友人の伊藤静の知り合いの知り合いから不要になった全自動麻雀卓を譲ってもらった。このことが声優仲間などの間で口コミで広まり、自宅が雀荘化して「雀荘うえだ」と称されるようになった。同じく自宅を雀荘化した小山剛志とも意気投合し、声優グランプリ協賛による「J-1グランプリ」開催へと至った。
テレビアニメ『咲-Saki-』では主人公の宮永咲を演じることになり、ラジオ番組『咲ラジ-清澄学園麻雀部-』では麻雀をしながら番組を進行した。RONDO ROBE 2007では、中田譲治たちと共にステージで麻雀に熱中するという演出がなされた。さらに2011年には竹書房主催「麻雀最強戦 著名人代表決定戦」に出場。同番組の生放送や『近代麻雀』のコラム連載も担当するようになった。同年、業界人を中心とした「二次元学園麻雀部」（部長）を発足し、部員は400名を越えるほど大きなものになっている。片山まさゆき、馬場裕一主催のGood Player's Club にも参加している。2012年の「麻雀最強戦 著名人代表決定戦」にも出場し、予選は白川の上がりに苦戦するも2位通過。決勝ではオーラスで粘りトップの片山に2400点差まで追い上げるものの、片山に逃げ切られて準優勝に終わった。
るぅ（故アビシニアン）、れん（ロシアンブルー / オス15歳）、リツ（アビシニアン / オス11歳）、ヴィヴィ（トンキニーズ / メス生後4ヶ月）という名前の猫を飼っている。
日本ナレーション演技研究所東京校の研修科では鈴木達央、前野智昭、神原大地、中村繪里子と同じクラスだった。
大学時代は大阪から東京まで新幹線通勤をしていたが、仕事が増えたことや都内でのレッスンのため在学中に上京し、大学のある神戸まで新幹線通学や飛行機通学を続けた。このため声優の収入が交通費で消えることが多く、監獄レストランや焼き肉屋でアルバイトをして生活費を賄っていた。
『マリア様がみてる』の共演をきっかけに伊藤美紀をお姉さまと呼んで慕っている。また、同じく共演した市来光弘も役名である「祐麒」と呼んでおり、親交も深かかったが、2015年ごろまで本名を覚えていなかった。他の共演者とも山百合会を通じて親交が深い。
声優界スノボ部を作って、志村知幸、吉野裕行、川上とも子、釘宮理恵、清水香里、桑谷夏子たち仕事仲間とスキー、スノーボード、スクートを楽しんでいる。
着付けの資格を持っているのでイベントでは着物を着ることが多い。殺陣やアクション学校にも通っていた。
第59回 有馬記念で単複・馬連・3連複を的中させた。
堀江由衣、藤田咲、生天目仁美、桑谷夏子、中原麻衣、清水香里、川澄綾子、高橋美佳子、伊藤静と「脱出部」を作ってリアル脱出ゲームを楽しんでいる。
堀江由衣、藤田咲、生天目仁美、桑谷夏子、中原麻衣と「スタマイ部」を作ってスタンドマイヒーローズを楽しんでいる。
阿部敦、島﨑信長、ブンブン丸（篠原元貴）、マフィア梶田（梶田隆基）、西田雅一、高橋李依、田中美海、フクダーダとFate/Grand Orderのガチャを引く会「僕たちの聖杯戦争」を開催している。
EVO2016の「機動戦士ガンダム EXTREME VS. FULL BOOST」部門で世界3位に入賞し、翌年のEVO2017の「GUNDAM VERSUS（ガンダムバーサス）」部門で世界5位に入賞、2018年のEVO2018「GUNDAM VERSUS（ガンダムバーサス）」部門ではベスト8に入賞した。パートナーはりりー。
AbemaTVのe-Sports番組『シャドウバース最強決定戦』で初代声優女王になった。
東京ゲームショウ2017でウォーゲーミングジャパン公認「WoT大好き声優」の称号を手に入れた。
バレンタインにスタジオで義理チョコを配ってもホワイトデーに一度も返してもらったことがない。
ABC認定講師クッキングの資格を取得した。
妹がおり、「まいぴょん」と呼んでいる。

## 出演
太字はメインキャラクター。

### テレビアニメ
2001年
- 機動天使エンジェリックレイヤー（瀬戸林子）
- サイボーグ009 THE CYBORG SOLDIER（2001年 - 2002年、001 / イワン・ウイスキー）
- チャンス〜トライアングルセッション〜（森村ジュン）
- 破邪巨星Gダンガイオー（杉亮子、女子高生A、少女）
- FF：U 〜ファイナルファンタジー:アンリミテッド〜（ヘルバ）

2002年
- SAMURAI DEEPER KYO（安底羅、歳世）

2003年
- グリーングリーン（森村麗華）
- 真月譚 月姫（琥珀）
- DEAR BOYS（女子生徒）
- マーメイドメロディー ぴちぴちピッチ（2003年 - 2004年、沙羅〈なぞの女〉、女漫才師A） - 2シリーズ
- 妄想科学シリーズ ワンダバスタイル（冬出ゆり）

2004年
- うた∽かた（深那美）
- 学園アリス（2004年 - 2005年、佐倉蜜柑、甘夏）
- 神無月の巫女（コロナ、コメンテイター、オロチ）
- くじびきアンバランス（リサ・ハンビー）
- せんせいのお時間（富永美奈子）
- それいけ!ズッコケ三人組（宇宙人の女の子）
- tactics（江戸川みやこ）
- 爆裂天使（洋子）
- 光と水のダフネ（葉山静香、女）
- 忘却の旋律（キュウちゃん）
- マシュマロ通信（2004年 - 2005年、ジャスミン、スペースガール、パンジー）
- マリア様がみてる（2004年 - 2009年、福沢祐巳） - 3シリーズ
- RAGNAROK THE ANIMATION（リサ）

2005年
- 極上生徒会（矩継琴葉、偽まあち、りののクラスメイト、写真部員、女の子）
- これが私の御主人様（倉内安奈）
- 地獄少女（橋本真由美）
- ぱにぽにだっしゅ!（桃瀬くるみ、エイリアン部下）
- フタコイ オルタナティブ（レポーター）
- ぺとぺとさん（ぺと子 / 藤村鳩子）
- 魔法少女リリカルなのはシリーズ（2005年 - 2015年、八神はやて） - 3シリーズ
- LOVELESS（羽渡唯子）
- ロックマンエグゼStream（ピンクバニー）

2006年
- ウサハナ 夢見るバレリーナ（あんず）
- かしまし 〜ガール・ミーツ・ガール〜（大佛はずむ）
- ガラスの艦隊（アイメル、仮面舞踏会の女2）
- 銀魂（2006年 - 2018年、花子） - 2シリーズ
- しにがみのバラッド。（藤島豊花）
- タクティカルロア（深水さんご）
- ちょこッとSister（蓮木秀子、体育教諭）
- ディノブレイカー（子供A）
- TOKKO 特公（鈴鹿紅葉）
- パンプキン・シザーズ（ステッキン曹長、クレイモア・ワン隊員 / フランシスカ）
- Fate/stay night（遠坂凛）
- ポケットモンスター アドバンスジェネレーション（ルナ）
- まじめにふまじめ かいけつゾロリ（シンデレラ）
- メルヘヴン（フラット・アー）
- 流星のロックマン（2006年 - 2008年、白金ルナ、オヒュカス・クイーン） - 2シリーズ

2007年
- がくえんゆーとぴあ まなびストレート!（家庭科部部長）
- 風のスティグマ（大神操）
- 銀河鉄道物語 〜永遠への分岐点〜（フレル）
- 鋼鉄神ジーグ（珠城つばき）
- シュガーバニーズ（2007年 - 2009年、ソフィア・シェルブール、ぶちうさ〈1代目〉） - 3シリーズ
- 素敵探偵ラビリンス（三重野初実、蒼花）
- ZOMBIE-LOAN（宵町暦/ヨミ）
- 天元突破グレンラガン（キノン）
- 東京魔人學園剣風帖 龍龍（マリィ・クレア） - 2シリーズ
- ナイトウィザード The ANIMATION（アゼル・イヴリス）
- ハヤテのごとく!（2007年 - 2013年、愛沢咲夜、働き女） - 4シリーズ
- ひとひら（玉城春子）
- ぷるるんっ!しずくちゃん（いちごちゃん）
- 魔人探偵脳噛ネウロ（2007年 - 2008年、桂木弥子）
- MAJOR シリーズ（2007年 - 2010年、中村美保(藤井美保)、アナウンサー） - 4シリーズ
- レンタルマギカ（2007年 - 2008年、穂波・高瀬・アンブラー、白虎）

2008年
- 紅（リン・チェンシン）
- 鉄のラインバレル（2008年 - 2009年、遠藤シズナ）
- シゴフミ（フミカ）
- セキレイ（夜見）
- TYTANIA -タイタニア-（ラティーシャ）
- 逮捕しちゃうぞ フルスロットル（少女）
- テレパシー少女 蘭（名波翠）
- 乃木坂春香の秘密（2008年 - 2009年、七城那波、那奈緒、植田佳奈） - 2シリーズ

2009年
- あたしンち（大西）
- VIPER'S CREED（クリス）
- エグザムライ戦国（かなえ）
- けんぷファー（2009年 - 2011年、植田理香） - 1シリーズ + 特別編
- ご姉弟物語（女性）
- 咲-Saki-（2009年 - 2014年、宮永咲） - 3シリーズ
- 大正野球娘。（川島乃枝）
- ティアーズ・トゥ・ティアラ（ラスティ）
- とある科学の超電磁砲（2009年 - 2020年、固法美偉） - 3シリーズ

2010年
- 裏切りは僕の名前を知っている（アシュレイ）
- 会長はメイド様!（すばる、雅ヶ丘学園女生徒）
- ソ・ラ・ノ・ヲ・ト（ユキコ）
- テガミバチ REVERSE（セリカ）
- はなかっぱ（2010年 -、てれてれぼうず、アリさん、歯科医のナース、コケヤンの母、ナレーション 他）

2011年
- うさぎドロップ（前田春子）
- 快盗天使ツインエンジェル〜キュンキュン☆ときめきパラダイス!!〜（薔薇小路ユリ子）
- 神様のメモ帳（藤島佳代）
- たんすわらし。（タエ）
- Fate/Zero（2011年 - 2012年、遠坂凛） - 2シリーズ
- フリージング（アティア＝シモンズ）
- 夢喰いメリー（河浪千鶴）

2012年
- アクセル・ワールド（氷見あきら/アクア・カレント）
- AKB0048（2012年 - 2013年、11代目 板野友美） - 2シリーズ
- カードファイト!! ヴァンガード シリーズ（2012年 - 2019年、ジリアン・チェン） - 6シリーズ
- ガールズ&パンツァー（2012年 - 2013年、河嶋桃）
- 戦国コレクション（アゲハ）
- それいけ!アンパンマン（2012年 - 2013年、たけのこぼうや〈2代目〉、もっちゃん〈2代目〉）
- テルマエ・ロマエ（山口）
- トータル・イクリプス（山城上総）
- はぐれ勇者の鬼畜美学（五泉千影）
- HUNTER×HUNTER（第2作）（ネオン＝ノストラード）
- ポケットモンスター ベストウイッシュ（フウロ）

2013年
- ステラ女学院高等科C3部（瀬戸アオイ）
- ストライク・ザ・ブラッド（三聖 / 静寂破り）
- 探検ドリランド -1000年の真宝-（時乃番人サラ）
- 超次元ゲイム ネプテューヌ THE ANIMATION（アイエフ）
- Fate/kaleid liner プリズマ☆イリヤ（2013年 - 2016年、遠坂凛） - 4シリーズ
- BLAZBLUE ALTER MEMORY（レイチェル＝アルカード）
- 名探偵コナン（2013年 - 2024年、桧原ひかる、夏目明日香、柿本須恵子、相島泰子）
- ゆゆ式（相川の母）

2014年
- エスカ&ロジーのアトリエ 〜黄昏の空の錬金術士〜（マリオン・クィン）
- ディーふらぐ!（境多摩）
- 美少女戦士セーラームーンCrystal（プリンセスD）
- Fate/stay night [Unlimited Blade Works]（2014年 - 2015年、遠坂凛） - 2シリーズ

2015年
- 青春×機関銃（相楽華子）
- 暗殺教室（2015年 - 2016年、不破優月） - 2シリーズ
- ガンスリンガー ストラトス（竜胆しづね）
- GANGSTA.（ロレッタ・クリスチアーノ・アモーディオ）
- Go!プリンセスプリキュア（古屋りこ）
- ビキニ・ウォリアーズ（パラディン）
- ONE PIECE（ラミ）

2016年
- Re:ゼロから始める異世界生活（2016年 - 2025年、アナスタシア） - 4シリーズ / 2020年に第1期新編集版が放送
- 境界のRINNE（ヨウコ）
- 坂本ですが?（みーちゃん）
- 少年メイド（日野の母）
- D.Gray-man HALLOW（クラウド・ナイン）
- 忍たま乱太郎の宇宙大冒険 with コズミックフロント☆NEXT 天の川で赤ちゃん星を見つけた！の段（織姫）
- はんだくん（つぐみ）
- ラクエンロジック（ピエリ早乙女）

2017年
- アイドル事変（高崎メイベル）
- ソード・オラトリア ダンジョンに出会いを求めるのは間違っているだろうか外伝（アリア）
- GRANBLUE FANTASY The Animation（ユエル）
- ひなろじ〜from Luck & Logic〜（森ヶ谷夕子）
- ひとりじめマイヒーロー（大柴美保）
- バトルガール ハイスクール（星月みか）

2018年
- citrus（藍原梅）
- Fate/EXTRA Last Encore（遠坂リン） - 1シリーズ + 特別編
- ラーメン大好き小泉さん（大澤絢音）
- ハイスコアガール（2018年 - 2019年、遠野先生、バブルン） - 2シリーズ

2019年
- グリムノーツ The Animation（赤ずきんの母、村の女性C）
- 魔法少女特殊戦あすか（エストレージャ☆クラウディア）
- ぱすてるメモリーズ（A子）
- 鬼滅の刃（下弦の肆）
- Fate/Grand Order -絶対魔獣戦線バビロニア-（2019年 - 2020年、イシュタル、エレシュキガル）
- ファンタシースターオンライン2 エピソード・オラクル（2019年 - 2020年、サラ）
- GO!GO!アトム

2020年
- ブラッククローバー（2020年 - 2021年、ウンディーネ）
- ド級編隊エグゼロス（カイコ蟲）
- メジャーセカンド（藤井美保）
- ミュークルドリーミー（2020年 - 2021年、まいらママ） - 2シリーズ
- おちこぼれフルーツタルト（利音の母）

2021年
- 怪病医ラムネ（彩芽）
- バトルアスリーテス大運動会 ReSTART!（柳田球美）
- Fairy蘭丸〜あなたの心お助けします〜（ティナ）
- 86-エイティシックス-（2021年 - 2022年、グレーテ・ヴェンツェル）
- クレヨンしんちゃん（阿畑ヒカル）
- ルパン三世 PART6（重富瑠璃子）

2022年
- ポケットモンスター（ホノカ）
- プリンセスコネクト!Re:Dive Season 2（クルミ）
- 魔法使い黎明期（フェーリア）
- シュート!Goal to the Future（辻彩香）

2023年
- 絆のアリル（エイダ） - 2シリーズ
- 転生貴族の異世界冒険録〜自重を知らない神々の使徒〜（四天王C）
- わたしの幸せな結婚（斎森香乃子）
- ふしぎ駄菓子屋 銭天堂（井口智美）

2024年
- Re:Monster（ゴブ江→アス江）
- SHIBUYA♡HACHI（2024年 - 2025年、ナナ、カップル女子） - 3シリーズ
- ゆるキャン△ SEASON3（高山のおばちゃん）
- わんだふるぷりきゅあ!（2024年 - 2025年、ニコ）
- さようなら竜生、こんにちは人生（アルセナ）

### 劇場アニメ
2006年
- トップをねらえ! & トップをねらえ2! 合体劇場版!!（第一課長）

2008年
- 劇場版 天元突破グレンラガン（2008年 - 2009年、キノン） - 2部作
- マリア様がみてる 3D（福沢祐巳、植田佳奈）

2010年
- 劇場版 Fate/stay night UNLIMITED BLADE WORKS（遠坂凛）
- マリア様のたしなみ（福沢祐巳）

2011年
- たんすわらし。（タエ）
- Xi AVANT（茜）
- 劇場版 ハヤテのごとく! HEAVEN IS A PLACE ON EARTH（愛沢咲夜）

2012年
- ストライクウィッチーズ 劇場版（ハイデマリー・W・シュナウファー）
- 図書館戦争 革命のつばさ（中澤毬江）
- 魔法少女リリカルなのは The MOVIE 2nd A's（八神はやて）

2013年
- はなかっぱ（てれてれぼうず） - 2作品
- 劇場版 HUNTER×HUNTER -The LAST MISSION-（ネオン＝ノストラード）

2014年
- 劇場版 カードファイト!! ヴァンガード ネオンメサイア（ジリアン・チェン）

2015年
- ガールズ&パンツァー 劇場版（河嶋桃）

2016年
- アクセル・ワールド INFINITE∞BURST（氷見あきら / アクア・カレント）
- 劇場版 暗殺教室 365日の時間（不破優月） - 2作品

2017年
- 映画 プリキュアドリームスターズ!（古屋りこ）
- 劇場版 Fate/kaleid liner プリズマ☆イリヤ（2017年 - 2021年、遠坂凛） - 2作品
- 劇場版 Fate/stay night [Heaven's Feel] I - III（2017年 - 2020年、遠坂凛） - 3部作
- 魔法少女リリカルなのは Reflection / Detonation（2017年 - 2018年、八神はやて、ディアーチェ） - 2部作

2018年
- ガールズ&パンツァー 第63回戦車道全国高校生大会 総集編（河嶋桃）
- 劇場版 マジンガーZ / INFINITY（みさと）

2019年
- ストライクウィッチーズ 劇場版 501部隊発進しますっ!（ハイデマリー・W・シュナウファー）

2024年
- わんだふるぷりきゅあ!ざ・むーびー! ドキドキ♡ゲームの世界で大冒険!（ニコ）

### OVA
2002年
- FF:U ファイナルファンタジー：アンリミテッド 異界の章 Phase.0（ヘルバ、植田佳奈）

2003年
- グリーングリーン キャラクターDVD みどり&麗華（森村麗華）
- サイボーグ009 〜Conclusion God's War〜序章〜（001 / イワン・ウイスキー）
- 妄想科学シリーズ ワンダバスタイル 第0話（冬出ゆり）

2004年
- 学園アリス 激ラブ花ゆめプレミアムDVD、ピカピカ☆アニメDVD（佐倉蜜柑）
- せんせいのお時間（富永美奈子）
- 光と水のダフネ（葉山静香）

2005年
- いちご100% Vol.3 - 4（向井こずえ）
- くじびきアンバランス（リサ・ハンビー）
- これが私の御主人様 緊急特報!（倉内安奈）
- Fate/stay night curtain raiser（遠坂凛）
- マリア様がみてる シリーズ（2005年 - 2010年、福沢祐巳）

2006年
- 今日の5の2 1 - 3学期、春休み、課題授業（日高メグミ）

2007年
- シルバニアファミリーシリーズ（シマネコちゃん） - 3作品
- TOHO PROJECT SIDE STORY「星の記憶」（キナコ）

2008年
- シゴフミ七通目 第13話 ソレカラ（フミカ）
- 図書館戦争（中澤毬江） - DVD3巻映像特典
- 絶対衝激 〜PLATONIC HEART〜 Battle 1 - 5（2008年 - 2009年、劉月麗）
- ZOMBIE-LOAN Vol.7 OVA（宵町暦）

2009年
- あきそら（葵ナミ）
- けものとチャット（篠定子）
- 鉄のラインバレル オリジナルDVD 第26話 鉄の影（遠藤シズナ）
- 電波的な彼女（白石香里） - 2作品
- ぱにぽにだっしゅ! OVA（桃瀬くるみ）
- ハヤテのごとく!! アツがナツいぜ 水着編!（愛沢咲夜）

2010年
- 紅kure-nai 第5 - 6巻 オリジナルアニメDVD（リン・チェンシン）
- とある科学の超電磁砲 OVA（固法美偉）

2011年
- カーニバル・ファンタズム（遠坂凛）
- スペランカー先生（女先生）
- たかみち ビジュアルムービー TAKAMICHI SUMMER WORKS（植田佳奈）

2012年
- 乃木坂春香の秘密ふぃな〜れ♪（七城那波）
- はぐれ勇者の鬼畜美学（五泉千影） - 2作品
- 堀さんと宮村くん -新学期-（吉川由紀）

2013年
- カーニバル・ファンタズム Special Season（遠坂凛）
- ガールズ&パンツァー（河嶋桃）

2014年
- Fate/kaleid liner プリズマ☆イリヤ（2014年 - 2019年、遠坂凛） - 原作第4部コミックス第4・6巻オリジナルアニメ付きBD限定版、OVA『プリズマ☆ファンタズム』
- 医療少女メディカルシャマル（神楽井かなえ）
- ガールズ&パンツァー これが本当のアンツィオ戦です！（河嶋桃）
- ストライクウィッチーズ Operation Victory Arrow Vol.1 サン・トロンの雷鳴（ハイデマリー・W・シュナウファー）
- 超次元ゲイム ネプテューヌ THE ANIMATION #13（アイエフ） - Blu-ray/DVD第7巻に収録
- ハヤテのごとく!（愛沢咲夜）※単行本41巻・43巻OVA付き特別版
- 堀さんと宮村くん -突然の雨-（吉川由紀）

2015年
- 鬼灯の冷徹（大判）
- 堀さんと宮村くん -好きだ-（吉川由紀）
- 咲日和（宮永咲）

2016年
- ストライク・ザ・ブラッド II OVA（2016年 - 2017年、閑古詠）
- ビキニ・ウォリアーズ OVA（2016年 - 2018年、パラディン） - 2作品

2017年
- ガールズ&パンツァー 最終章（2017年 - 2023年、河嶋桃、バニラ）

2018年
- ストライク・ザ・ブラッド III OVA（2018年 - 2019年、緋稲古詠）
- 堀さんと宮村くん -夏風邪-（吉川由紀）

2019年
- OVA 超次元ゲイム ネプテューヌ（2019年 - 2022年、アイエフ） - 3シリーズ

2021年
- Fate/Grand Carnival（イシュタル、エレシュキガル）

2022年
- ストライク・ザ・ブラッドFINAL（閑古詠）

### Webアニメ
2007年
- ケータイ少女（後刀美弥）

2009年
- BRAVE10（伊佐那海）

2010年
- マリア様のおしらせ（福沢祐巳）

2011年
- Paperman the Animation（イーリカ・パレッド）

2014年
- 美少女戦士セーラームーンCrystal（プリンセスD）

2016年
- 殺せんせーQ!（2016年 - 2017年、不破優月）
- 残念中高年の健康見栄講座（OL）
- Re:プチから始める異世界生活（アナスタシア・ホーシン）

2017年
- ガールズ&パンツァー 第63回戦車道全国高校生大会 総集編（河嶋桃）
- レイヤードストーリーズ ゼロ（真中）

2018年
- 異世界居酒屋〜古都アイテーリアの居酒屋のぶ〜（エレオノーラ）
- 衛宮さんちの今日のごはん（遠坂凛）
- 人力戦艦!?汐風澤風（玉露よしな）

2019年
- 7SEEDS（繭）

2024年
- じゃんたま カン!!（福姫）
- Fate/Grand Order 藤丸立香はわからない Season2（イシュタル）

2025年
- うごく!ねこむかしばなし（シロネコ）

### ゲーム
2001年
- 機動天使エンジェリックレイヤー みさきと夢の天使達（瀬戸林子）

2002年
- Ever17 -the out of infinity-（松永沙羅）

2003年
- 妄想科学シリーズ ワンダバスタイル〜突撃!みっくす生JUICE〜（冬出ゆり）
- グローランサーIV / IV Return（2003年 - 2005年、メル） - 2作品
- 青春クイズカラフルハイスクール（高村真理恵）

2004年
- サモンナイト クラフトソード物語2（エア・コルトハーツ）

2005年
- 卒業 Next Graduation（高城レイカ）
- 極上生徒会（矩継琴葉）
- リアライズ -Panorama Luminary-（稲葉倫）
- White Princess the second 〜やっぱり一途にいってもそうじゃなくてもOKなご都合主義学園恋愛アドベンチャー!!〜（浦辺なつみ）
- ケータイ少女（後刀美弥）
- ぺとぺとさん デスクトップアクセサリー集（ぺと子 / 藤村鳩子）
- マリア様がみてる デスクトップアクセサリー（福沢祐巳）

2006年
- 【eM】-eNCHANT arM-（カリン）
- FRAGMENTS BLUE（矢沢百花）
- 魔界戦記ディスガイア2（雪丸、アサギ）
- かしまし 〜ガール・ミーツ・ガール〜 「初めての夏物語。」（大佛はずむ）
- 学園アリス〜きらきら☆メモリーキッス（佐倉蜜柑）
- 鳥篭の向こうがわ（飛鳥）
- クリスタルボーダー CRYSTAL BOARDER（リディア）
- レッスルエンジェルス サバイバー（小縞聡美、榎本綾）
- メルヘヴン 忘却のクラヴィーア（フラット・アー）
- ピンキーストリート キラキラ☆ミュージックアワー / キラキラ☆ミュージックナイト（はな） - 2作品
- 転生學園月光録（天草理緒）

2007年
- ENCHANT ARM（カリン）
- Fate シリーズ（2007年 - 2021年、遠坂凛 / カレイドルビー / トーサカ） - 11作品
- ハヤテのごとく！ シリーズ（2007年 - 2009年、愛沢咲夜） - 3作品
- サモンナイト ツインエイジ 〜精霊たちの共鳴〜（リーハ）
- アガレスト戦記（2007年 - 2010年、エリス） - 4作品
- ASH -ARCHAIC SEALED HEAT-（マリティ）
- 幕末恋華・花柳剣士伝（桜庭鈴花）
- シュガーバニーズ 夢のスイーツ工房（ぶちうさ、ソフィア・シェルブール）
- 天元突破グレンラガン（キノン・バチカ）
- 流星のロックマン2（白金ルナ）
- スカッとゴルフ パンヤ / 2ndショット！（エリカ） - 2作品
- スターオーシャン1 First Departure（エリス・ジェランド）

2008年
- 魔界戦記ディスガイア3（雪丸）
- 武装神姫 BATTLE RONDO（寅型MMS ティグリース）
- D.C.II P.S. 〜ダ・カーポII〜 プラスシチュエーション（藤林忍）
- 魔人探偵脳噛ネウロ ネウロと弥子の美食三昧 推理つき グルメ&ミステリー / バトルだヨ！犯人集合！（桂木弥子） - 2作品
- Lの季節2 invisible memories（楢山遥）
- ティアーズ・トゥ・ティアラ 花冠の大地（ラスティ）
- インフィニット アンディスカバリー（ロカ）
- 乃木坂春香の秘密 こすぷれ、はじめました♥（七城那波）
- レッスルエンジェルス サバイバー2（小縞聡美、榎本綾）
- BLAZBLUE シリーズ（2008年 - 2018年、レイチェル・アルカード、ラケル＝アルカード） - 11作品
- ルーンファクトリー フロンティア（ユーニ）

2009年
- トランスピー
- ファンタジーゴルフ パンヤ PORTABLE（エリカ）
- セガネットワーク対戦麻雀MJ4（宮永咲）
- フォーチュンサモナーズ 〜アルチェの精霊石〜 Deluxe（サナ・ポアネット）
- 桃色大戦ぱいろん（ルナ・ル・ベル、エリス）
- ケータイ少女ソリティア（後刀美弥）
- Clear 新しい風の吹く丘で（妃弓鶴）
- タワー オブ アイオン（キャラクターボイス）
- ティアーズ・トゥ・ティアラ外伝 -アヴァロンの謎-（ラスティ）
- 魔界戦記ディスガイア3 ラズベリル編はじめました。（雪丸）
- Halo 3: ODST（セイディー・エンデシャ）
- 鉄のラインバレル（遠藤シズナ）
- 大正野球娘。〜乙女達乃青春日記〜（川島乃枝）
- テイルズ オブ グレイセス（パスカル）
- KILLZVALD 〜最後の人間〜（月人テンビン）

2010年
- 魔法少女リリカルなのはA's PORTABLE -THE BATTLE OF ACES-（八神はやて、闇統べる王〈マテリアルD〉）
- 斬撃のREGINLEIV（アルヴィルダ）
- Paperman（イーリカ・パレッド 他）
- 咲-Saki- Portable（宮永咲）
- ai sp@ce（博麗霊夢）
- コンチェルトゲート フォルテ（言霊【植】の飴）
- 超次元ゲイム ネプテューヌ（アイエフちゃん）
- 恋のイコ（イコ）
- beatmania IIDX（梅桐彩葉）
- ティンクル☆くるせいだーす STARLIT BRAVE!!（りん）
- 乃木坂春香の秘密 同人誌、はじめました♥（七城那波）
- テイルズ オブ グレイセス エフ（パスカル）
- 萌えでん（シャイな目覚し あらたん）

2011年
- ぎゃる☆がん / PS3版（2011年 - 2013年、黒田マコ） - 2作品
- ケータイ少女★恋愛パケット（後刀美弥）
- MAPLUS ポータブルナビ3（遠坂凛）
- AQUAPAZZA（ラスティ）
- クイーンズゲイト スパイラルカオス（アリス）
- 死神と少女（遠野紗夜）
- グローランサーIV オーバーリローデッド（メル）
- 超次元ゲイム ネプテューヌmk2（アイエフちゃん）
- 静寂に電気鋸（岩神いずも）
- アトランティカ（傭兵「沙羅」）
- メビウスオンライン（鞘・クレバイン、少女：おっとり〈1 / 2〉）
- コール オブ デューティ モダン・ウォーフェア3（アリョーナ・ボリソヴナ・ワルシャフスキー）
- ヴァイスシュヴァルツ ポータブル（遠坂凛、八神はやて）
- Ever17（松永沙羅）
- とある科学の超電磁砲（固法美偉）
- 真かまいたちの夜 11人目の訪問者（梅園みゆき）
- 忍道2 散華（金盞花のシズク）
- 魔界戦記ディスガイア3 Return（雪丸）
- 魔法少女リリカルなのはA's PORTABLE -THE GEARS OF DESTINY-（八神はやて、ロード・ディアーチェ）
- えんぶれっ！ - EMBLEM SAGA -（アガサ）
- モンスターハンター フロンティア オンライン（VOICE TYPE27）
- LORD of VERMILION Re: 2（マールト）

2012年
- ティンクル☆くるせいだーす -Passion Star Stream-（遠坂凛）
- ねんどろいど じぇねれ〜しょん（遠坂凛）
- AQUAPAZZA -AQUAPLUS DREAM MATCH-（ラスティ）
- アーシャのアトリエ 〜黄昏の大地の錬金術士〜 / Plus（2012年 - 2014年、マリオン・クィン） - 2作品
- ファンタシースターオンライン2（フィリア、遠坂凛、ナターシャ、ファーマ、ローラ、サラ 他）
- ガンスリンガー ストラトス / 2（2012年 - 2014年、竜胆しづね） - 2作品
- パチスロ 鉄のラインバレル 激J-SLOT（遠藤シズナ）
- 神次元ゲイム ネプテューヌV（アイエフ）
- 時と永遠 〜トキトワ〜（メビウス）
- コール オブ デューティ ブラックオプス2（クロエ・リンチ、ミスティ）
- モバカノ（近衛加奈子）

2013年
- とある魔術と科学の群奏活劇（固法美偉）
- HUNTER×HUNTER バトルコレクション（ネオン＝ノストラード）
- テイルズ オブ ハーツ R（パスカル）
- スーパーロボット大戦UX（遠藤シズナ）
- カードファイト!! ヴァンガード ライド トゥ ビクトリー!! / ロックオンビクトリー!!（2013年 - 2014年、ジリアン・チェン） - 2作品
- モンスターハンター フロンティアG（VOICE TYPE27）
- スロッターマニアV 絶対衝激II（劉月麗）
- サモンナイト5（シーダ）
- マブラヴ オルタネイティヴ トータル・イクリプス PS3版 / PC版（2013年 - 2014年、山城上総少尉） - 2作品
- CR戦国乙女（上杉ケンシン） - 3作品
- 神次元アイドル ネプテューヌPP（アイエフちゃん）
- エスカ&ロジーのアトリエ 〜黄昏の空の錬金術士〜（マリオン・クィン）
- 秘書コレクション 〜どきどき♥秘密の社長室〜（宿屋秘書）
- アラド戦記（女鬼剣士）
- 新星のグランドユニオン
- 咲-Saki- 阿知賀編 episode of side-A Portable（宮永咲）
- ガールズ×マジック（高槻巴）
- 幻獣姫（ニュンペー）
- 青春はじめました！（南雲有栖）
- 超次次元ゲイム ネプテューヌRe;Birth1（アイエフ）

2014年
- カオス ヒーローズ オンライン（レイチェル・アルカード）
- クレヨンしんちゃん 嵐を呼ぶ カスカベ映画スターズ!（ビクトリア）
- グランブルーファンタジー（2014年 - 2024年、ユエル） - 3作品
- 拡散性ミリオンアーサー（蒼炎型レイチェル、次元型アイエフ）
- ガールズ&パンツァー（2014年 - 2018年、河嶋桃） - 5作品
- 御城プロジェクト（能島城、丹波横山城、福智山城、福知山城）
- 神次次元ゲイム ネプテューヌRe;Birth3 V CENTURY（アイエフ）
- グリモア〜私立グリモワール魔法学園〜（里中花梨、遠坂凛）
- 三国志パズル大戦（紡績）
- 神撃のバハムート（セレス）
- 青春姫 SCHOOL PRINCESS（真田美柑）
- セガNET麻雀 MJ（宮永咲）
- 超次次元ゲイム ネプテューヌRe;Birth2 SISTERS GENERATION（アイエフ）
- 超女神信仰 ノワール 激神ブラックハート（アイエフ） - DLC追加キャラクター
- テイルズ オブ アスタリア（パスカル）
- テイルズ オブ リンク（パスカル）
- とある魔術と科学の謎解目録（固法美偉）
- HUNTER×HUNTER バトルオールスターズ（ネオン＝ノストラード）
- ヒーローズプレイスメント（ノーブルブラッド：鷹司葵）
- ファンタシースターオンライン2 es（2014年 - 2016年、ドラゴンスレイヤー、ラビットウォンド）
- ファントム オブ キル（ダグダ、アロンダイト、遠坂凛）
- 魔法少女大戦 ZANBATSU（プリンセスさくら）
- 桃色大戦ぱいろん＋ / 生（2014年 - 2015年、Tetra、TetraCE、ルナ・ル・ベル、ベル・ケィオス） - 2作品
- 燐光のレムリア（遠坂凛）
- LORD of VERMILION III / ARENA（2014年 - 2015年、薔薇の女王レイチェル、竜胆しづね、遠坂凛） - 2作品

2015年
- 暗殺教室 囲い込みの時間（不破優月）
- アンジュ・ヴィエルジュ 〜第2風紀委員 ガールズバトル〜（“蒼穹の双盾”ルルーナ・ゼンディア、セントレイ）
- 乖離性ミリオンアーサー（異界型 遠坂凛）
- ガンスリンガー ストラトス リローデッド（竜胆しづね）
- ぎゃる☆がん だぶるぴーす（黒田マコ）
- 咲-Saki- 全国編（宮永咲）
- 新次元ゲイム ネプテューヌVII（アイエフ）
- STELLA GLOW（ヴェロニカ）
- 戦国アスカZERO（2015年 - 2019年、椿鬼、前田慶次、今川義元、八神はやて、ディアーチェ、遠坂凛 他）
- 戦国あどべんちゃー（お市）
- 戦獄スレイヤー（堕天使ルシファー）
- 戦国姫譚MURAMASA-雅-（早川殿、宇喜多直家、オルガンティノ、細川忠興）
- ダイスの神（首席マジシャン マリー・チェスター、リカ、ステラ、ドリア）
- チェインクロニクル X ブレイブルー（レイチェル＝アルカード）
- 超次元大戦 ネプテューヌVSセガ・ハード・ガールズ 夢の合体スペシャル（アイエフ）
- 神刻の娘（ソーサレス / 水原玲）
- ドラゴンボールヒーローズ（2015年 - 2017年、界王神アバター〈バーサーカータイプ〉） - 3作品
- ファンタジーアース ゼロ（強気な少女II）
- 封印勇者!マイン島と空の迷宮（“蒼白銀の魔法騎士”ソシエ）
- プリンセスコネクト!（栗林くるみ）
- Boxing Girl!（茜）
- ポポロクロイス牧場物語（側近妖精）
- ミリオンチェイン（遠坂凛）
- ミリ姫大戦 −Militärische Mädchen−（フィーツェン）
- メタルサーガ 〜荒野の方舟〜（活発系女性ボイス、小悪魔系女性ボイス）
- モンスターハンター フロンティア オンライン（遠坂凛）
- ゆるかみ!（若草山こじか、柑橘キノ、熊野こみち、浪速ちか）
- LINE ウィンドソウル（カイリ）
- 姬魔恋战纪（孫尚香）

2016年
- 暗殺教室 アサシン育成計画!!（不破優月）
- イノセントベイン（巻島真希）
- ヴァルキリーコネクト（シヴ、ウルド、リサ、遠坂凛、ウルド、クローシュ）
- 御城プロジェクト:RE〜CASTLE DEFENSE〜（能島城、丹波横山城、福知山城）
- オルタンシア・サーガ -蒼の騎士団-（遠坂凛）
- Girls On Metal（天野糸織）
- ガールフレンド（仮） / ガールフレンド（♪）（三条八重） - 2作品
- ガンスリンガー ストラトス3（竜胆しづね）
- クイズRPG 魔法使いと黒猫のウィズ（2016年 - 2019年、サーヤ・スズカゼ、早瀬りん）
- Shadowverse（2016年 - 2017年、千年妖狐ユエル、シャドウウィッチ、ラビリンスデビル、ビューティ&ビースト、フラワープリンセス、遠坂凛 他）
- 白猫プロジェクト（ユーリエ・ハ・イドラ）
- スクールガールストライカーズ（遠坂凛）
- スケ雀刑事（竹井西里奈）
- 戦国乙女（2016年 - 2017年、上杉ケンシン） - 3作品
- ソラヒメ ACE VIRGIN -銀翼の戦闘姫-（J-11型 殲撃11型）
- ダイスの神（2016年 - 2017年、サーファードリア、スノーマリー、ロックスターリカ、張り込みドリア）
- 誰ガ為のアルケミスト（遠坂凛）
- ねぷねぷ☆コネクト カオスチャンプル（アイエフ）
- Battleship Girl -鋼鉄少女-（駆逐艦 雪風、航空母艦 加賀、貝利、戦艦・キングジョージV）
- ひめがみ絵巻（遠坂凛）
- ファンタシースターオンライン2（リーベル）
- Fate/Grand Order（2016年 - 2024年、イシュタル / スペース・イシュタル、エレシュキガル / スペース・エレシュキガル） - 2作品
- フルボッコヒーローズX（遠坂凛）
- ブレイジングオデッセイ（爆砕大商人ネルコ）
- 編隊少女 -フォーメーションガールズ-（リアナ・トンプソン）
- ボクシングエンジェル（茜）
- マギアコネクト（ヘルメス）
- メタルサーガ（泣き虫系女性ボイス、小悪魔系女性ボイス）
- 嫁コレ（遠坂凛）
- りっく☆じあーす（ヘルミ・アンジェル、M551 ジュリダン、チャレンジャー1、アージュンMk.1）
- リング☆ドリーム 女子プロレス大戦（神楽坂美樹）
- レコラヴ Blue Ocean / Gold Beach（反町莉子）
- ワールド エンド エクリプス（大剣・ドラゴンスレイヤー）

2017年
- アクセル・ワールド エンドオブバースト（氷見あきら / アクア・カレント）
- アクセル・ワールド VS ソードアート・オンライン 千年の黄昏（アクア・カレント）
- アストロアンドガールズ（ネオスのシエナ）
- アストロ娘（シエナ）
- Girls On Metal（ガールズ オン メタル）（ビビアン）
- ガンスリンガーストラトスΣ（竜胆しづね）
- ぎゃるがん だぶるぴーす ばいりんぎゃる
- グラナディアサーガ（コクリコ）
- 新次元ゲイム ネプテューヌVIIR（アイエフ）
- チェインクロニクル3（八神はやて）
- 月が導く異世界道中（カミラ、フラミー）
- HUNTER×HUNTER ワールドハント（ネオン）
- ファントム オブ キル（アロンダイト賀正、遠坂凛、ダグダ[海上編]）
- ミリオンアーサー アルカナブラッド（複製型アーシア・クリームヒルト）
- 四女神オンライン CYBER DIMENSION NEPTUNE（アイエフ）
- Re:ゼロから始める異世界生活 -DEATH OR KISS-（アナスタシア・ホーシン）
- LORD of VERMILION IV（マールト）

2018年
- ヴァルキリーコネクト（狂想少女エステリア、水乙女メロウ）
- エアリアルレジェンズ（リデル モップ使い / パティシエメイド）
- 英語とクイズのココロセカイ（ドSなゲームマスター ベアトリス）
- OVERHIT（レイカ）
- クイズマジックアカデミー ロストファンタリウム（梅桐彩葉）
- グランドチェイス -次元の追跡者-（ラスエル）
- グリムノーツ（人形師ドーロット）
- クロノ ブリゲード（リズ）
- 黒騎士と白の魔王（ミズハノメ）
- ゴシックは魔法乙女〜さっさと契約しなさい!〜（神室友美、テレサ＝ローズ）
- サーヴァント オブ スローンズ（トレイシー・アークウッド）
- サファイア・スフィア〜蒼き境界〜（レイチェル）
- 三極ジャスティス（神室友美）
- 世紀末デイズ（星守美琴、国見咲耶）
- Sdorica（イズミ）
- 戦国プロヴィデンス（穂波・高瀬・アンブラー）
- 戦乱プリンセス（穂波・高瀬・アンブラー）
- ダンまち〜メモリア・フレーゼ〜（アリア）
- 超次次元ゲイム ネプテューヌRe;Birth1＋（アイエフ）
- テイルズ オブ ザ レイズ（パスカル）
- 23/7 -トゥエンティースリーセブン-（ブリュンヒルデ）
- ドールズオーダー（モルゴース）
- ドラガリアロスト（エゼリット、イルテミア）
- 都立水商!（リーシャ・クライン）
- ファンタシースターオンライン2 es（ローズスキュア、トライヴィンオービット）
- プリンセスコネクト！Re:Dive（2018年 - 2024年、クルミ / 栗林くるみ）
- プレカトゥスの天秤（カイエ）
- マギアレコード 魔法少女まどか☆マギカ外伝（成見亜里紗、八神はやて）
- 魔女兵器（海因里希・昆哈特）
- モンスターコレクト〜時空を旅する冒険記〜（マーハウス）
- 勇者ネプテューヌ 世界よ宇宙よ刮目せよ!! アルティメットRPG宣言!!（アイエフ）
- LINE リトルナイツ（グレイスリーナ）

2019年
- アトリエ 〜黄昏の錬金術士 トリロジー〜 DX（マリオン・クィン）
- パズル&ドラゴンズ（遠坂凛）
- ドラゴンクエスト ライバルズ（妖精ベラ）
- プラチナ・トレイン（望七百）
- スーパードラゴンボールヒーローズ ワールドミッション（界王神バーサーカータイプ）
- とある魔術の禁書目録 幻想収束（固法美偉）
- スーパーロボット大戦X-Ω（遠藤シズナ）
- 放置少女（2019年 - 2020年、玉藻前、張宝、レイチェル）
- スターオーシャン:アナムネシス（エリス・ジェランド）
- 〈物語〉シリーズ ぷくぷく（遠坂凛）
- ガール・カフェ・ガン（リタ・ロメロ）
- スターオーシャン1 First Departure R（エリス・ジェランド）
- ヴァルキリーコネクト（ルーチェ、蒐集家アルドラ）
- Witch’s Weapon -魔女兵器-（ハインリッヒ・クンラート、バイジュウ）
- 英雄伝説 空の軌跡
- 陰陽師（蟹姫）
- クリスタル オブ リユニオン（アン・ボニー）
- CODE:SEED -星火ノ唄-（オデュッセウス）
- 少女前線 -ドールズフロントライン-（64式自、X95）
- 双生視界（丽达·罗梅罗 / LIDA·ROMERO）
- DARTSLIVE（遠坂凛）
- 姫麻雀（宮本彩衣、高柳静音）
- BORDER BREAK（ミチル、ミルドレッド）
- ブラウンダスト（ステラ）
- 魔界ウォーズ（刻の聖裁は〜たん）
- メガミラクルフォース（アイエフ、エフコムシ）
- コール オブ デューティ ブラックオプス4（アビゲイル・ミスティ・ブリアートン）
- ゆるドラシル（は〜たん）
- LOST ARCHIVE -ロストアーカイブ-

2020年
- 超偉人大戦-異世界で始める偉人大戦争-（写楽）
- アークナイツ（スカイフレア）
- エピックセブン（チェルミア）
- 刀使ノ巫女 刻みし一閃の燈火（固法美偉、八神はやて）
- エースヴァージン：再出撃（J-11）
- 魂器学院（フィア、コニヤ）
- 東方LostWord（四季映姫・ヤマザナドゥ、姫海棠はたて）
- ベースボールスーパースターズ（エルフィン）
- レッド：プライドオブエデン（イブリン、ユーナ）
- ロストディケイド（クリスティーナ）
- 浮島物語 Aspida Story〜最強刻印士になるストーリー（アルテミス、エキドナ）
- Re:ゼロから始める異世界生活 Lost in Memories（アナスタシア・ホーシン）
- 戦国RENKAズーム！（今川義元）
- ファイナルギア -重装戦姫-
- ワールドウィッチーズ UNITED FRONT（ハイデマリー・W・シュナウファー）
- Go!Go!5次元GAME ネプテューヌ re★Verse（アイエフ）

2021年
- 雀魂（宮永咲、福姫、七夕）
- Re:ゼロから始める異世界生活 偽りの王選候補（アナスタシア・ホーシン）
- テラクラシック（シャーロット・タラン）
- BLAZBLUE ALTERNATIVE DARKWAR（レイチェル＝アルカード）
- 蒼空ファンタジー（血の女王）
- ブラック・サージナイト（加賀）
- 原神（宵宮）
- 白夜極光（ナシリス、ナディーン）
- スーパーロボット大戦DD（2021年 - 2023年、珠城つばき）
- Re:ゼロから始める異世界生活 禁書と謎の精霊（アナスタシア）
- アカシッククロニクル〜黎明の黙示録（ラファエル）
- ぷよぷよ!!クエスト（アナスタシア・ホーシン）
- ストリートファイターV（いぶき〈あきらパート〉）
- フィギュアストーリー（緋野原愛、泉）
- 閃乱忍忍忍者大戦ネプテューヌ -少女達の響艶-（アイエフ）
- 英雄伝説 黎の軌跡（ルクレツィア・イスレ）
- ガーディアンテイルズ（ロレイン ）
- 機動戦士ガンダム バトルオペレーション コードフェアリー（キリー・ギャレット）
- Revived Witch（YURUGU）
- グランサガ（エイパ）

2022年
- 阿卡夏計劃（茱達）
- プリコネ！グランドマスターズ（クルミ）
- メギド72（2022年 - 2023年、メルコム）
- 麻雀格闘倶楽部Sp（宮永咲）
- 超次元ゲイム ネプテューヌ Sisters vs Sisters（アイエフ）
- うたわれるもの ロストフラグ（クーヤ）
- ウマ娘 プリティーダービー（ライトハロー）
- 英雄伝説 黎の軌跡 II -CRIMSON SiN-（ルクレツィア・イスレ）
- ドラゴンクエストX オンライン（リリオル）

2023年
- ドラゴンクエストX 眠れる勇者と導きの盟友 オフライン（マザー・リオーネ）
- 六本木サディスティックナイト（藤堂カオリ）
- エーテルゲイザー（ヘラ）
- レスレリアーナのアトリエ 〜忘れられた錬金術と極夜の解放者〜（2023年 - 2024年、マリオン）

2024年
- ファントム オブ キル -オルタナティブ・イミテーション-（ダグダ）
- カルドアンシェル（黒田マコ）

2025年
- 鳴潮（カルロッタ）
- Honor of Kings（アンジェラ）
- Ever 17 - The Out of Infinity（松永 沙羅）
- ブルーアーカイブ -Blue Archive-（天地ニヤ）
- キャットガールサバイバー（アカネ）
- 新月同行（時曦）
- 牧場物語 Let's!風のグランドバザール（クレア）

時期未定
- MAGIBLAST（イリウス・レブロンズ）

### ドラマCD・ラジオCD
- 愛とかほるのラブフェロモン! 第3巻（2004年）
- アイドル探偵 You & My（植田佳奈/1999年）
- アイドルのマネジメントが大変で眠れないCD（天野美優/2011年）
- 悪魔のミカタ 第1 - 3章（悪魔の少女アトリ/2004年）
- ASH -ARCHAIC SEALED HEAT-（マリティ/2007年）
- あっちこっち 第1 - 3巻（片瀬真宵/2009年 - 2011年）
- 艶漢（詩郎の少年時代、ミツ 他/2011年）
- アニたまどっとコム
  - アニたまどっとコム standard まるなげ♪DJCD Vol.1 - 6（2008年 - 2011年）
  - アニたまどっとコム standard まるなげ♪ presents Pastel Kaori Colorful Box（黒柳かなこ、司会者、からこ、カナ猫/2009年）
  - アニたまどっとコム presents 真夏のリレートークCD（200年9）
- アールグレイ - EarlGray ドラマCDシリーズ（博麗霊夢）
- イースI 〜失われし古代王国 〜（レア/2009年）
- イースII 〜天空の失楽園 〜（レア/2009年）
- いちご100% ドラマCD4（向井こずえ/2005年）
- いちご100% ドラマシアターVol.2（向井こずえ/2005年）
- 癒されBar若本 Vol.2（2009年）
- インフィニティブレード（ルル/2007年）
- ヴァンパイア騎士 ミッドナイト/ムーンライト CD-PACK（若葉沙頼 / 2006年 - 2007年）
- 歌姫（エマ/2008年）
- 裏切りは僕の名前を知っている Vol.2（アシュレイ/2008年）
- Ever17 ドラマCD 2035（松永沙羅/2002年）
- エミル・クロニクル・オンライン7thアニバーサリードラマCD（ちなつ/2012年）
- L♥DK（桜月/2011年）
- 王子様のつくりかた（小鳥遊ユイリ/2006年）
- 音泉 スペシャルCD（2009年 - 2013年）
- 学園アリス Vol.1 - 6（佐倉蜜柑/2004年 - 2008年）
- 学アリかるた（佐倉蜜柑/2010年）
- 学園天国パラドキシア（5）限定版ドラマCD（大槻凛/2010年）
- 学園天国パラドキシア GHOST TRAP（大槻凛/2010年）
- 学園天国パラドキシア 第9巻 限定版（大槻凛/2013年）
- かしまし 〜ガール・ミーツ・ガール〜 CDドラマ/キャラクターポエム 1 - 2/トライアングルレター（大佛はずむ/2006年）
- かしましらじおすぺしゃる（大佛はずむ/2006年）
- 佳奈・繪里子の「秋葉原活性化委員会」DJCD VOL.1（2012年）
- 神to戦国生徒会（神楽魔魅/2006年）
- ガラスの艦隊（アイメル/2006年）
- 疾風のクレイディオ（アイメル/2007年）
- ガールズ&パンツァー（河嶋桃/2013年 - 2014年）
- ガールズ&パンツァー 劇場版 ドラマCD月刊戦車道CD 〜戦車女子特集します！〜（河嶋桃/2015年）
- ガールズ&パンツァーRADIO ウサギさんチーム、訓練中！Vol.4（2016年）
- ガールズ&パンツァー最終章 ドラマCD1 テスト勉強です!（河嶋桃/2017年）
- ガールズ&パンツァー最終章 ドラマCD2 学園祭です!?（河嶋桃/2018年）
- ラジオCD「ガールズ&パンツァー RADIO カメさんチーム」（2018年）
- 神無月の巫女（コロナ/2004年）
- ギア・アンティーク（エルフィナ・ディーレン/1999年）
- 鬼の風水Vol.1 - 5、〜The Invitation〜（白砂/2006年 - 2008年）
- ぎぶそん（サトミ/2006年）
- GANGSTA. V - VII（ロレッタ・クリスチアーノ・アモディオ/2014年 - 2016年）
- TV GANGSTA. 6 特装限定版 スペシャルドラマCD 3（ロレッタ・クリスチアーノ・アモーディオ/2017年）
- 今日の5の2（日高メグミ/2007年 - 2013年）
- くじびきアンバランス Vol.1 - 2（リサ・バンビー/2004年 - 2005年）
- GOOD LUCK HUNTER〜幸運の狩人〜（シェンリー/2011年）
- グリーングリーン Kanenone Jam 01 - 02/ドラマCD Vol.5（森村麗華/2005年）
- 鉄のラインバレル 付録ドラマCD Vol.1 - 3（遠藤シズナ/2008年）
- 鉄のラジオバレル Factor.1（遠藤シズナ/2009年）
- 鉄のラインバレル Sound Plays 1 - 2（遠藤シズナ/2009年）
- CROSS CHORD（アヤコ/2006年）
- ケータイ少女 ドラマCD/ボイスダイアリーCD（後刀美弥/2006年 -2007年）
- GATE I 契約（海部桔梗/2004年）
- 月滸伝 オリジナルTRPGリプレイ ドラマCD（サテン/2006年）
- 幻影に舞う白銀（ヴァネッサ・ディ・ファルコーネ/2015年）
- 幻影に舞う白銀 SPECIAL DISC COLLECTION vol.1（ヴァネッサ・ディ・ファルコーネ/2015年）
- けんぷファー（植田理香/2010年）
- 恋の大さわぎ（恋のからさわぎ3）（ナツキ、幽霊/2005年）
- 豪放ライラック 日常編/出会い編（高岡りら/2006年）
- 編集部/編集会議番外編（鳥井あき/2010年 - 2011年)
- コミック アース・スター スペシャルCD Vol.2 - 4（2011年）
- A&Gメディアステーション こむちゃっとカウントダウン（2008年）
- ごめんなさいと言ってみろ（南野麗/2010年）
- これが私の御主人様 ドラマCD/CHARACTER ALBUM 3作（倉内安奈/2004年 - 2005年）
- 咲-Saki-（宮永咲）
  - 咲-Saki- ドラマCD（2007年）
  - 咲らじ-清澄高校麻雀部- 疾風編/怒涛編（2007年 - 2008年）
  - 咲-Saki- オリジナルドラマ第1 - 3局（2009年）
  - ヤングガンガン付録スペシャルドラマCD（2010年）
- SAMURAI DEEPER KYO 24巻/31巻 ドラマCD（安底羅、歳世/2003年 - 2005年）
- シネマティックサウンドドラマ 陰陽殿への扉編 第壱巻 - 第参巻（安底羅、歳世/2005年 - 2006年）
- シゴフミ マル秘日報 Vol.1 - 2（2008年）
- シゴフミ マル秘日報 オーディオCDVol.1 - 2（2008年）
- 仕立屋工房 Artelier Collection 1 - 3（サテン/2006年 - 2007年）
- 仕立屋工房 付録ドラマ 1 - 2（サテン/2007年）
- 死神と少女 ボイスCD 口説きボイス集（遠野紗夜/2011年）
- 死神と少女ドラマCD 1 - 3（遠野紗夜/2011年）
- 死神と少女 朗読CD「朗読 死神と少女」（遠野紗夜/2011年）
- シャーレンブレン物語 恋の蕾と秘密の小箱（ミナワ/2009年）
- 私立!三十三間堂学院（千住花音/2007年）
- ストライクウィッチーズ Operation Victory Arrow vol.1 サン・トロンの雷鳴 限定版 後日談ドラマCD（ハイデマリー・W・シュナウファー/2014年）
- スペランカー先生（女先生/2011年）
- 青春はじめました!（南雲有栖/2013年）
- 世界の終わりの世界録＜アンコール＞ドラマCD 青の妖精と銀世界の騎士（五大災「炎の将魔」アシェンディア/2015年）
- 090えこといっしょ。（ナノ/2007年）
- 戦国乙女 〜LEGEND BATTLE〜（上杉ケンシン/2016年）
- せんせいのお時間 Vol.1 - 2（富永美奈子/2004年）
- 大正野球娘。（川島乃枝/2009年）
- D.C.I&II P.S.P. 27 HEROINE VOICE CD（藤林忍/2010年）
- 中古でも恋がしたい！9ドラマCD付き限定特装版（田中徳子/2016年）
- 超次元ゲイム ネプテューヌ（アイエフ/2013年）
- 超次元大戦 ネプテューヌVSセガ・ハード・ガールズ 夢の合体スペシャル（アイエフ/2015年）
- DEARS 誕生日物語〜赤の季節〜/誕生石物語〜ラッキーストーン占い〜（ピンクパール/2008年）
- ティアーズ・トゥ・ティアラ 花冠の大地（ラスティ/2009年）
- テイルズ オブ グレイセス（パスカル）
  - テイルズ オブ グレイセス 第1 - 4巻（2010年）
  - テイルズ オブ グレイセスf 2010 Winter（2010年）
  - アンソロジードラマCD テイルズ オブ グレイセス（2011年 - 2014年）
  - Tales Ring Festival（2013年）
  - テイルズリング・フェスティバル（2015年）
- テレパシー少女蘭〜ねらわれた街 / 前・後編〜（名波翠/2007年）
- 天元突破グレンラガン（キノン・バチカ、黒野キノン）
  - 音泉突破グレンラガンラジオ 突破1（2007年）
  - 天元突破グレンラガンドラマCD「男一匹！グレンラガン」（2009年）
  - 劇場版 天元突破グレンラガン ドラマCD 「男どアホウ！グレンラガン」/「男組だよ！グレンラガン」（2009年 - 2010年）
- 伝説の勇者の伝説（エステラ・フューレル/2011年）
- ディーふらぐ!ラジオ製作部(仮) Vol.2（2014年）
- とある科学の超電磁砲 アーカイブス3（固法美偉/2010年）
- トーキョーN◎VA ドラマCD「ナイフエッジ」（ジェム/2001年）
- となりの801ちゃん Vol.1 - 2（801ちゃん/2008年）
- 鳥篭の向こうがわ バラエティーディスク（飛鳥/2006年）
- リーチ・フォー・ザ・スターズ 最果ての数式（アゼル＝イヴリス、紅樹星/2007年）
- フライ・ミー・トゥー・ザ・ムーン 無常の月（神宮寺百合子、アゼル＝イヴリス/2008年）
- ナイトウィザードファンブック オペレーション・ケイオス 蘇りし友、来たり（アゼル・イヴリス/2009年）
- ナデシコクラブ（山川茜/2003年）
- NEEDLESS（セツナ/2007年）
- ニーナとうさぎと魔法の戦車（ジャスミン/2011年）
- 乃木坂春香の秘密ドラマCD 1 - 2（七城那波、那奈緒/2008年）
- 乃木坂春香の秘密 ぴゅあれっつぁ♪あらかると1 - 3（七城那波/2009年 - 2010年）
- 乃木坂美夏の麻衣ふぇあれいでぃお!（2008年 - 2010年）
- 幕末恋華 新選組 Vol.1 - 2（桜庭鈴花/2005年）
- ぱにぽにだっしゅ! ドラマCD Vol.1 - 2（桃瀬くるみ/2006年）
- ぱにらじだっしゅ! DJCD 第2巻（2006年）
- ぱにぽにだっしゅ!15巻ドラマCD（桃瀬くるみ/2010年）
- ハヤテのごとく! 大演舞会アンコール!（愛沢咲夜/2007年）
- スペシャルドラマCD お屋敷編/ドラマCD 3 初恋（愛沢咲夜/2008年）
- ハヤテのごとく!Radio the combat butler Vol.3（2008年）
- パンプキン・シザーズ（ステッキン曹長）
  - Pumpkin Scissors OST WONderful tracks I - II（2006年 - 2007年）
  - パンプキン・シザーズ Episode: EX 平和でお気楽、お祭り舞台（2006年）
  - Pumpkin Scissors Dramatic CD 天然緑黄色（2007年）
  - パンプキン・シザーズ ドラマCD 〜SNOW VACATION〜（2007年）
  - ラジオパンプキン・シザーズ こちら陸情3課放送局! Vol.1 - 2（2007年）
- beatmania IIDX spin-off drama ROOTS26S［suite］ Vol.1 - 3（梅桐彩葉/2009年 - 2010年）
- beatmania IIDX Drama CD ROOTS26 Vol.4 S［suite］（梅桐彩葉/2011年）
- 光と水のダフネ ドラマアルバムCD ネレイスファミリー劇場（葉山静香/2004年）
- ピンキーストリート Pinky:SHOW TIME! #001 - 002（PK-007 はな/2004年 - 2005年）
- FF:U After2 リサ たちきられたくさり（ヘルバ/2002年）
- ファミ通キャラクターズDX〜ボクらのTVゲーム〜 Season2（植田佳奈/2010年）
- PHANTASY STAR ONLINE 2 〜ハルコタン見聞録〜（サラ/2016年）
- フェアリーテイル・クロニクル 〜空気読まない異世界ライフ〜10.5（溝口真琴/2016年）
- フェアリーテイル・クロニクル 〜空気読まない異世界ライフ〜17.5（溝口真琴/2018年）
- Fate/stay night（遠坂凛）
  - ALL AROUND TYPE-MOON アーネンエルベの一日（2007年）
  - Fate/EXTRA Fate/the fact 盈月の書CD（2010年）
  - Sound Drama Fate/EXTRA 第一章〜第四章（2012年 - 2016年 [257]）
  - Fate/EXTRA 外伝 炎のリベンジマッチ 皇帝の弁当コロッセウム（2013年）
  - Fate/kaleid liner イリヤと凛のプリズマ☆ナイト！ Vol.1 - 2（2013年 - 2014年）
  - Fate/kaleid liner イリヤと凛のプリズマ☆ナイト ツヴァイヘルツ！（2015年）
  - Fate/kaleid liner プリズマ☆イリヤ ツヴァイ！Blu-ray&DVD 第3巻 桜の木の下に（2014年）
  - イリヤとクロのプリズマ☆ナイト ツヴァイ！出張版（2014年）
  - Fate/Zero スペシャルドラマCD 「イート・イン泰山」/「迷わぬ人々」（2009年）
  - Sound Drama Fate/Zero Vol.1 - 4（2009年 - 2010年）
  - Fate/Zero アンソロジードラマCD（2013年）
  - フェイト/タイガーころしあむ 虎の威を借るケモノたち/アッパー 虎の手を借りるケモノたち（2007年 - 2008年）
  - まほうつかいの箱 赤いケータイさん（2010年）
  - まほうつかいの箱 アラカルト（2014年）
  - Fate/kaleid liner プリズマ☆イリヤ ツヴァイ！4巻（2011年）
  - Fate/stay tune Vol.1 - 2、特別版、Holy ARK特別版（2007年 - 2009年）
  - Fate/stay tune 冬コミ2007出張版 セイバーside/凛side（2008年）
  - Fate/stay tune UNLIMITED RADIO WORKS Vol.1 - 2、C78特別版 SIDE：遠坂凛（2010年）
  - TYPE-MOON Fes. BDBOX 特典 ドラマCD（2013年）
  - Fate/stay night [Unlimited Blade Works] Blu-ray Disc Box II オリジナル新作ストーリー・ロンドン編「Curtain Call〜LET US DRIVE TOGETHER〜」（2015年）
  - Fateクロスオーバー アンソロジードラマCD バタフライ エフェクト（201年）
  - Fate/EXTRA Last Encore「あまり者の聖杯戦争」（遠坂リン/2018年）
  - ufotableコラボカフェ撮り下ろしキャラクターボイスアナウンスCD（2019年）
  - 劇場版「Fate/stay night [Heaven's Feel]」Heroines Talk CD（2019年）
  - 劇場版 Fate/stay night [Heaven's Feel] III.spring song Original Drama CD「遠坂凛の聖杯戦争、その後」（2020年）
- ぷちモン ドラマCD、コミックス第8巻（マリス・ミーシャ/2007年）
- BLACK BLOOD BROTHERS（スワン・鐘）
  - 高橋美佳子と植田佳奈のこちらオーダー・コフィン・カンパニー（2006年）
  - BLACK BLOOD BROTHERS Vol.1 - 4「倫敦舞曲」（2006年 - 2007年）
  - BLACK BLOOD BROTHERS ドラマCD Vol.1 - 2（2007年）
  - welcome! to the HIGH SCHOOL BBB world!（2007年）
- フリージング サントラ&きいちゃダメキャラクターボイスCD Vol.3（アティア＝シモンズ/2011年）
- フリージング第14巻限定版ドラマCD（アティア・シモンズ/2012年）
- ぷれい★ステーショナリー ドラマCD Vol.1 - 2（くるみ/2006年）
- BRAVE10（伊佐那海/2007年）
- BRAVE10 S ブレイブ・テン・スパイラル ドラマCD（伊佐那海/2011年）
- BLAZBLUE ドラマCD ぶるどら りべるわん/りべるつぅ（レイチェル＝アルカード/2009年）
- BLAZBLUE Portable ジンとレイチェルのツンデルCD（レイチェル＝アルカード/2010年）
- ぶれいぶる〜ファンディスク ドラマCD（レイチェル＝アルカード/2009年 - 2010年）
- ぺとぺとさん にょみの里より愛をこめて（ぺと子（藤村鳩子）/2005年）
- ポーの一族 ドラマCD 3 メリーベルと銀のばら（マドンナ/2008年）
- 炎の蜃気楼 みなぎわの反逆者 another story（石川理恵/2005年）
- My Precious マイ・プレシャス（坂野成美/2007年）
- 魔界戦記ディスガイア ドラマCD2 魔界騒乱編（雪丸/2006年）
- マブラヴ オルタネイティヴ トータル・イクリプス（山城上総/2014年）
- 魔法少女リリカルなのは サウンドステージ（八神はやて）
  - 魔法少女リリカルなのはA's サウンドステージ01 - 03、M（2005 - 2006年）
  - 魔法少女リリカルなのはStrikerS サウンドステージ01 - 04、M、M4（2005年 - 2009年）
  - 魔法少女リリカルなのは サウンドステージM3（2008年）
  - 魔法少女リリカルなのはGOD サウンドステージA、M（ロード・ディアーチェ、八神はやて）
  - 魔法少女リリカルなのは ラジオStrikerS 録り下ろしCD（2010年）
- 魔法少女リリカルなのは The MOVIE 2nd A's ドラマCD付き特別鑑賞券 Side-T、Y（八神はやて/2011年）
  - 魔法少女リリカルなのはINNOCENT サウンドステージ（八神はやて、ディアーチェ・K・クローディア）
- 魔法少女リリカルなのは Reflection ドラマCD付き特別鑑賞券 なのは&はやて編+ボーナストラック ViVid Strike！フーカ編（2016年）
- 魔法少女リリカルなのは Reflection ドラマCD付き特別鑑賞券 フェイト&アリサ&すずか編+ボーナストラック ViVid Strike！リンネ編（2016年）
- 魔人探偵脳噛ネウロ ドラマCD 1 - 2（桂木弥子/2006年 - 2007年）
- 魔人探偵脳噛ネウロ サディスティックボイスCD 1 - 2（桂木弥子/2008年）
- マリア様がみてる（福沢祐巳）
  - Vol.1 - 2、黄薔薇革命、いばらの森、バラエティギフト前・後編（ヨリドラ4）、真夏の一ページ（ときめきテレフォン）（2004年）
  - ロサ・カニーナ、ウァレンティーヌスの贈り物、ファースト デート トライアングル（2005年）
  - いとしき歳月、いとしき歳月2、図書館の本 前・後編（ヨリドラ5）（2005年）
  - いつしか年も、長き夜の、黄色い糸 前・後編（ヨリドラ6）（2006年）
  - チェリーブロッサム、ハレの日（ドラマCD+）、光のつぼみ（ドラマCD+）、ロザリオの滴/黄薔薇注意報（2008年 - 2009年）
  - 遊園地デート小景（全プレ）、レイニーブルー、パラソルをさして、卒業前小景（全プレ）（2009年 - 2011年）
  - CobaltスペシャルCD Rouge（ルージュ） -告白-、Noir（ノワール） -誘惑-（2010年 - 2011年）、Soleil（2012年）、Etoile（2013年）
  - DJCD "La Vierge Marie Vous Regarde" 1 - 3、Winter Special 2007 - 2009、Summer Special 2009（2006年 - 2009年）
  - Special CD Vol.1 - 4（2008年 - 2009年）
  - Webラジオ クリスマススペシャル、特典CD、番外編、特別出張版（2006年 - 2009年）
  - プレミアムCD Vol.1 - 2（2009年 - 2010年）
- 夢想灯籠（灯/2009年）
- メンズ校 1 - 2巻（木梨ミキ/2008年 - 2009年）
- LOVELESS（羽渡唯子）
  - 完全新作オリジナルドラマCD、TVアニメ化記念限定CD、キャストコメントCD（2004年 - 2008年）
  - キャラクタードラマCD 第1 - 5巻（2006年）
  - コミックゼロサムCDコレクション Vol.1 - 5（2007年）
  - ドラマCD 第1 - 4巻（2005年 - 2008年）
  - ドラマCD act.1 HAIRLESS/act.2 ACTLESS（2008年）
- Re：ゼロから始める異世界ラジオ生活 Vol.2（2016年）
- リネージュIIオーディオドラマCD 冒険はみちづれっ☆（リリアン〈ドワーブンファイター〉/2006年）
- レコラヴ Blue Ocean/Gold Beach シャワープロローグ〜恋する予感〜（反町莉子/2016年）
- 烈風の騎士姫（カリーヌの姉/2010年）
- 煉獄に笑う 第5巻ドラマCD付限定版（国友藤兵衛/2016年）
- レンタルマギカ webラジ voice theater 魔法使いの宴/魔法使いのススメ（2006年）
- レンタルマギカ スペシャルアルバム THE 縁起物 聴くと幸せになれる（かも）CD（穂波・高瀬・アンブラー/2007年）
- レンタルマギカ レンタルマギカ Special Gift 愛のアルバム〜for♂、♀（穂波・高瀬・アンブラー/2008年）
- WORKING!! 1 - 3巻（山田葵/2007年 - 2009年）
- ワンダバスタイル ドラマ イッツ・ショウタイム ドラマCD（冬出ゆり/2003年）

### デジタルコミック
- VOMIC べるぜバブ（2009年、ヒルダ）
- アニコミ きみにあいを!（2019年、上田愛緒[258]）

### 吹き替え

#### ドラマ
- ギルモア・ガールズ（クリスティーン #80）
- 僕の彼女は九尾狐〈クミホ〉（ウン・ヘイン）
- 名探偵モンク5（リサ #5）
- 超能力ファミリー サンダーマン（ダーシー・ワン #13 #17）
- リッチー・リッチ シリーズ（ダーシー）

#### アニメ
- Sing×3♪ぼくら、バックヤーディガンズ!（ターシャ）
- 悪魔バスター★スター・バタフライ（スター・バタフライ[259]） - シーズン1〜2のエンディングテーマも担当

### ナレーション
- ちちんぷいぷい（毎日放送）[260]
- ちゃんネプ（テレビ朝日）
- ちゃんネプ 恋するウフフ…（テレビ朝日）
- ワールドコレクション（MBSテレビ）
- 食べたい!（MBSテレビ）
- よゐこ部（MBSテレビ） - 公式HP内のコメントも担当
- もうすぐよゐこ部（MBSテレビ）
- ソフトバンクモバイル「J-PHONE」
- アニメイト
- 集英社「コバルト文庫」
- 東映「魔女っ子メグちゃん」
- カプコン「ディノクライシス」
- カプコン「モンスターハンター フロンティアG」
- ポニーキャニオン「グリーングリーン」（実写出演）
- Cygames × CyDesignation「グランブルーファンタジー」
- スクウェア・エニックス「ヤングガンガン」
- 島津興業「尚古集成館」
- 島津興業「続・島津斉彬と私 タイムトラベル集成館〜松木くんの大砲講座〜」（容子）
- エイベックス「エイベックス・レイブ」
- ニューギン「サイボーグ009」
- アークシステムワークス「BLAZBLUE CHRONOPHANTASMA」
- アークシステムワークス「BLAZBLUE CENTRALFICTION」
- コトブキヤ秋葉原館「店内ナレーション」
- コミックマーケット
- ネクソン「コルムオンライン」
- ダービーWeek 2013（赤城カオリ）
- ブシロード「ヴァイスシュヴァルツ」
- ブシロード「Fate/stay night/Unlimited Blade Works」
- ブシロード「カードファイト!! ヴァンガード」
- ソフマップ「店頭ナレーション」
- 眉山ロープウェイ「ガイドアナウンス」
- 崑崙日本「戦国あどべんちゃー」
- KADOKAWA「コンプティーク」
- 池袋サンシャインシティ「Fate/stay night[Unlimited Blade Works]展 -Holy Grail's Atrium-」
- コンパイルハート「超次元大戦 ネプテューヌVSセガ・ハード・ガールズ 夢の合体スペシャル」
- ブラウニーズ×DMM.com POWERCHORD STUDIO「エグリア〜赤いぼうしの伝説〜」
- カプコン「モンスターハンターフロンティアZ」
- 劇場版 魔法少女リリカルなのは Reflection
- アニプレックス「Fate/Grand Order Fes」
- フジアンドグミゲームズ「ファントム オブ キルご当地キル姫CM-北海道・アロンダイト編-」
- フジアンドグミゲームズ「ファントム オブ キルご当地キル姫CM-新潟県・ダグダ編-」
- アニプレックス「Fate/Grand Order 水着イベント2017 デッドヒートサマーレース」
- カプコン「ドラゴンズドグマオンライン」
- Theater Cafe & Dining "STORIA"「アナウンス」
- アニプレックス「Fate/Grand Order 復刻:デッドヒート・サマーレース！ 〜夢と希望のイシュタルカップ 2017〜 ライト版」
- ローソン「Fate/Grand Order キャンペーン」（イシュタル、エレシュキガル）
- ナショジオ ワイルド「鳥の惑星」（FOXネットワークス）
- 舞台めぐりサウンドAR×西武鉄道「ミエナイキズナ」（ゆかり）
- Yostar「雀魂PV World of Warships×アズールレーン コラボトークイベント in YOKOSUKA」
- スクウェア・エニックス「ファイナルファンタジーXIV: 漆黒のヴィランズ CM - 第一弾 「CHOOSE YOUR LIFE #秘境 #インフルエンサー #ジョッキー #巨大ロボ」篇」（主人公）
- アニプレックス「マギアレコード 魔法少女まどか☆マギカ外伝」
- スクウェア・エニックス「ファイナルファンタジーXIV: 漆黒のヴィランズ CM - 第三弾 「CHOOSE YOUR LIFE ＃ヒロイン ＃青春 #パートナー #冒険者」篇」（主人公）
- ufotable「劇場版「Fate/stay night [Heaven's Feel]」II.lost butterfly Blu-ray&DVD 週替わりCM第2弾【遠坂凛Ver.】」
- バナナマンのドライブスリー（テレビ朝日）
- TVCM「Fate/Grand Order」期間限定イベント「セイバーウォーズ2 〜始まりの宇宙へ〜」
- 岩合光昭の世界ネコ歩きmini（NHK BSプレミアム）

### テレビ番組
※はインターネット配信。
- まるみえ☆みっくすJUICE（2002年 - 2003年、アニメイトTV※）
- アニメ天国（2004年 - 2005年、テレビ埼玉）
- らぐジェネ（2005年、アニメイトTV※）
- ECO☆スタジオ（ECO放送局）（2005年 - 2006年、あっ!とおどろく放送局）
- Xbox LIVE パーク Inside XBOX MHF特集「女子会」#1 - 3（2010年、Xbox LIVE パーク）
- フロンティア通信.com（2011年 - 2015年、MHFチャンネル）
- ガールズ・フロンティア 2nd Season（2011年、MHFチャンネル）
- アニメ星人 ときめきレシピ（2011年、千葉テレビ放送）
- 植田佳奈・岡林史泰のコール オブ デューティ チャレンジ（2011年、ニコニコ生放送※）
- 小山剛志&植田佳奈の裏・麻雀最強戦!（2011年 - 2013年、ニコニコ生放送※）
- 麻雀最強戦2013 ファイナル（2011年 - 2013年、ニコニコ生放送※）
- あにむす！（2013年 - 2014年、テレビ東京）
- Let's天才てれびくん（2014年 - 2017年、NHK教育テレビジョン）どちゃもん（はまじゅん）の声
- 植田教授の格ゲーアカデミー（2015年、ニコニコ生放送※）理論格ゲー学教授 役
- ツモツモ麻雀部の麻雀やろうぜ！（2017年、ニコニコ生放送※）
- Fate/Grand Order Arcade カルデア・アーケード放送局（2018年 - 2023年、YouTube Live※、Periscope※、ニコニコ生放送※）MC

### ラジオ
※はインターネット配信。
- オレたちXXXやってま〜すNEXT（2000年 - 2001年、MBSラジオ）
- VOICE CREW（NACK5：2001年、NACK5）
- オレたちやってま〜す 火曜日 コーナー担当（2001年 - 2002年、MBSラジオ）
- ラジオどっとあい 植田佳奈の嗚呼!四谷ジェンヌ（2002年、文化放送）
- 麻衣と佳奈のアナログだってば!（2002年、声優Wave※）
- A&Gメディアステーション こむちゃっとカウントダウン（2002年 - 2005年、文化放送）
- ドコモ@FreeD 一緒にDO（2003年、インターネットラジオ※）
- カフェ・ド・カタヨセ（2003年、文化放送）
- 週刊アニメプレス これが今夜のご主人様（2005年、BSQR489※）
- 佳奈・由衣・ゆかりのかしましらじお（2005年 - 2006年、BEAT☆Net Radio!※）
- たくろあ航海日誌（2005年 - 2006年、BEAT☆Net Radio!※）
- こちらオーダー・コフィン・カンパニー（2006年、アニメ公式サイト※）
- いつでもいっしょ! 伊月ゆい・植田佳奈の MicMacれぃでぃお（2006年、インターネットラジオ※）
- ガラスの艦隊 疾風のクレイディオ（2006年 - 2007年、音泉※）
- Fate/stay tune（2007年、アニメイトTV※）
- 鋼鉄神ジーグ 熱血!!ビルドアップトーク（2007年、インターネットラジオ※）
- 咲らじ-清澄高校麻雀部-（2007年 - 2008年、アニメイトTV※）
- ラジオ・レンタルマギカ（2007年、インターネットラジオ※）
- S-ラジ 集英社 ドラマCD祭り DA Radio（2007年、S-ラジ※）
- アニたまどっとコム standard まるなげ♪（2007年 - 2012年、ラジオ関西）
- シゴフミ ㊙日報（2007年 - 2008年、BEAT☆Net Radio!※）
- Webラジオ マリア様がみてる（2006年、2007年、2008年 - 2009年、アニメイトTV※）
- けものとチャットSP（2009年、K'z Station※）
- Fate/stay tune UNLIMITED RADIO WORKS（2009年 - 2010年、音泉※）
- 創刊!コミック アース・スター 編集会議（2010年、2011年、音泉※）
- 超! mobile A&G presents N±、生放送しています。（2011年、超!A&G+※）
- 新感覚情報発信人形劇「ぶるげき」（2011年、ニコニコ動画※）
- ケータイ少女〜replay〜（2011年 - 2012年、音泉※・HiBiKi Radio Station※）
- えぬぷらじお（2011年 - 2012年、Ustream※）
- ラジカメSTATION+（2012年、超!A&G+※）
- 佳奈・繪里子の「秋葉原活性化委員会」（2012年、ラジカメSTATION!※）
- 桑谷夏子と植田佳奈のよってく〜?（2012年 - 2014年、らじこん※）
- 阿部敦・植田佳奈のガンストうぇ〜ぶ!（2012年 - 2018、超!A&G+※・AG-ON Premium※）
- 501st JFW.OA〜第五〇一統合戦闘航空団公式放送〜（2012年、2013年、音泉※・HiBiKi Radio Station※）
- アラド戦記WEBラジオ 佳奈と史子のラジオ戦記!（2013年、音泉※）[261]
- 咲らじ-全国編-（2013年 - 2014年、音泉※）
- Fate/kaleid liner イリヤと凛のプリズマナイト!（2013年 - 2014年、音泉※）
- テイルズリング・フェスティバル 2015（2015年、アニメイトTV※）
- Fate/kaleid liner イリヤと凛のプリズマナイト ツヴァイ ヘルツ!（2014年 - 2015年、音泉※）
- もどってきた!?たくろあ航海日誌（2015年、BANDAI VISUAL CLUB※）
- 植田佳奈と徳井青空のラクエンロジックラジオ（2016年 - 2018年、HiBiKi Radio Station※）
- ガールズ&パンツァーRADIO カメさんチーム、卒業準備中!（2018年、音泉※）[262]
- RPGツクールMV Trinity presents 佳奈と英美里のツクラー'sスタジオ（2018年、超!A&G+※）
- ゲスト植田佳奈（2025年 - 、ニコニコチャンネルプラス※・YouTube※）[263]

#### ラジオドラマ
- 鐘ノ音スタンドバイミー（森村麗華、インターネットラジオ：2003年 全10回）
- らぶちゃな☆にるちゃな（ちゃな、文化放送：2003年）
- FMドラマシアター悪魔のミカタ（悪魔の少女アトリ、エフエム大阪：2003年 - 2004年）
- くじびきアンバランス（リサ・ハンビー、ラジオ大阪：2004年 全26回）
- リネージュII Presents 中川翔子 しょこたん血盟（リリアン、2005年 - 2006 全16話）
- 満月街 月夜の街に雨が降る（マゼンタ、有楽町アニメタウン：2005年）
- 俺様は魔女（マリィ、livedoor onair：2007年）
- 十三ヶ月（児玉澪、ルック、livedoor onair：2007年）
- オーダーメイド（相良加奈子、livedoor onair：2007年）
- 私立!三十三間堂学院（千住花音、電撃大賞：2007年）
- 乃木坂春香の秘密（七城那波、電撃大賞：2007年 全4回）
- ポーの一族（マドンア、ラジオ関西：2007年）
- 青春はじめました!（南雲有栖、インターネットラジオ：2013年）

### 実写
- アニたまどっとコム standard まるなげ♪DVD
  - 私をスノボに連れてって〜ゲレンデでラブをゲットするための50のアドバイス〜（2008年）
  - 私を神戸に連れてって。五感で楽しむKBバスツアー（2009年）
- Dramagix if 〜もし私が・・・だったら〜（2004年）
- 近代麻雀Presents 麻雀最強戦2011 著名人代表決定戦（2011年）
- 近代麻雀Presents 麻雀最強戦2012 著名人代表決定戦（2012年）
- 近代麻雀Presents 麻雀最強戦2013 著名人代表決定戦 風神編 下巻（2013年）
- 近代麻雀Presents 麻雀最強戦2014 著名人代表決定戦 雷神編 上巻（2014年）
- 近代麻雀Presents 麻雀最強戦2015 著名人代表決定戦 中巻（2015年）
- 近代麻雀Presents 麻雀最強戦2015 著名人代表決定戦 下巻（2015年）
- 近代麻雀Presents 麻雀最強戦2018 著名人代表決定戦 常勝の盾 上巻（2019年）
- 近代麻雀Presents 麻雀最強戦2018 著名人代表決定戦 常勝の盾 下巻（2019年）
- 咲-Saki- DVD出張版！座雀会スペシャル（2009年）
- 声優グランプリ公認!声優界〈雀王〉決定戦! 〈J-1グランプリ〉 Vol.1 - Final（2008年 - 2012年）
- ZOMBIE-LOAN DVD発売記念パーティー（2007年）
- テイルズ オブ フェスティバル 2011
- テイルズ オブ フェスティバル 2012
- テイルズ オブ フェスティバル 2015
- テイルズ オブ フェスティバル 2019
- 幻冬舎 Voice actor blog book DVD 植田佳奈（2006年）
- VOiCEニュータイプ DVD No.001（2003年）
- マリア様がみてる 秋のリリアン祭 第二部（2009年）
- WebテレビDVD「まるみえ☆みっくすJUICE」第1 - 3巻（2003年）
- よゐこ部 Vol.1 - 6（2009年 - 2010年）
- つれゲー Vol.9 植田佳奈×桑谷夏子×イケニエノヨル（2013年）
- TYPE-MOON Fes. -10 TH ANNIVERSARY EVENT-（2013年）
- 咲-Saki-フェス 四角い宇宙でSquarePanic!（2013年）
- 秋葉原声優まつり（2012年）
- 麻雀BATTLE ROYAL 2013（2013年）
- 近代麻雀Presents アカギ13年祭・奉納麻雀（2011年）
- GOOD LUCK HUNTER声優麻雀コロシアム（2012年）
- ガールズ&パンツァー 〜ハートフル・タンク・ディスク〜（2013年）
- ガールズ&パンツァー 〜第2次ハートフル・タンク・カーニバル〜（2017年）
- 女性声優 麻雀女王決定戦（2013年）
- ときめきレシピカフェごはんの巻〜植田佳奈&清水香里〜（2012年）
- 藤田茜・植田佳奈のホップ・ステップ・ストラトス！（2015年）
- タクティカルロア Blu-ray BOX特装限定版 麻衣&佳奈 護衛艦はるさめ 突撃レポート（2015年）
- 劇場版 魔法少女リリカルなのはReflection 特装版 リリパV DISC（2018年）
- 劇場版 魔法少女リリカルなのはReflection 特装版 NANOHA Reflection PROJECT presents『美佳子のお部屋』（2018年）
- 劇場版 魔法少女リリカルなのはDetonation 特装版 リリパVI DISC（2019年）
- 劇場版 魔法少女リリカルなのはDetonation 特装版 SPECIAL DISC（2019年）
- 劇場版 魔法少女リリカルなのはDetonation 特装版 NANOHA Detonation PROJECT presents『美佳子のお部屋』（2019年）
- 劇場版 Fate/stay night [Heaven's Feel] II.lost butterfly 特典ディスク 舞台挨拶（2019年）
- 魔法少女リリカルなのは15周年記念イベント「リリカル☆ライブ」（2020年）

### パチンコ・パチスロ
- ニューギン「CRサイボーグ009」（イワン・ウイスキー/2003年）
- アビリット「サイボーグ009」（イワン・ウイスキー/2004年）
- アビリット「サイボーグ009SP」（イワン・ウイスキー/2006年）
- ニューギン「CR特命係長・只野仁」（山吹一恵/2008年）
- 平和「CR戦国乙女」（上杉ケンシン/2008年）
- ニューギン「サイボーグ009 未知なる加速へ」（イワン・ウイスキー/2009年）
- アリストクラートテクノロジーズ「絶対衝激 〜PLATONIC HEART〜」（劉月麗/2009年）
- SNKプレイモア「幕末浪漫 月華の剣士外伝〜あかりと七つの妖珠〜」（一条あかり/2010年）
- アビリット「サイボーグ009〜地上より永遠に〜」（イワン・ウイスキー/2010年）
- 平和「CR戦国乙女2」（上杉ケンシン/2011年）
- ニューギン「CRサイボーグ009絆」（イワン・ウイスキー/2011年）
- スパイキー「鉄のラインバレル」（遠藤シズナ/2012年）
- サミー「ぱちんこCR鉄のラインバレル」（遠藤シズナ/2013年）
- 北電子「ケータイ少女」（後刀美弥/2013年）
- アリストクラートテクノロジーズ「絶対衝激II」（劉月麗/2013年）
- オリンピア「パチスロ戦国乙女〜剣戟に舞う白き剣聖〜」（上杉ケンシン/2013年）
- 平和「CR戦国乙女3〜乱〜」（上杉ケンシン/2013年）
- マルホン「CR銀河鉄道物語〜永遠への分岐点〜」（フレル/2013年）
- 三洋物産「CR咲-saki- 美少女×ガチ闘牌（バトル）」（宮永咲/2014年）
- オリンピア「パチスロ戦国乙女〜剣戟に舞う白き剣聖〜西国参戦編」（上杉ケンシン/2014年）
- 三洋物産「パチスロサイボーグ009」（イワン・ウイスキー/2014年）
- サンセイ「CR麻雀姫伝」（星闇（せいあん）/2014年）
- 三洋物産「パチスロ 魔法少女リリカルなのは」（八神はやて/2015年）
- オリンピア「パチスロ ガールズ&パンツァー」（河嶋桃/2015年）
- オリンピア「パチスロ 戦国乙女2〜深淵に輝く気高き将星〜」（上杉ケンシン/2015年）
- SANKYO「トータル・イクリプスR」（山城上総/2016年）
- 三洋物産「CR魔法少女リリカルなのは」（八神はやて/2016年）
- 七匠「天元突破グレンラガン」（キノン・バチカ/2017年）
- SANYO「CR魔法少女リリカルなのは 99バージョン」（八神はやて/2017年）
- 平和「CR戦国乙女〜花〜」（上杉ケンシン/2017年）
- オリンピア「パチスロ 戦国乙女〜TYPE-A〜」（上杉ケンシン/2017年）
- 七匠「天元突破グレンラガン極」（キノン・バチカ/2018年）
- ビスティ「トータル・イクリプス Nb Lv.MAX-RT」（山城上総 /2018年）
- 平和「CR戦国乙女5」（上杉ケンシン/2018年）
- オリンピア「パチスロ戦国乙女TYPE-A+」（上杉ケンシン/2018年）
- 三洋物産「パチンコ 咲-Saki-阿知賀編MCD」（宮永咲/2019年）
- 大都技研「パチスロ S Re：ゼロから始める異世界生活」（アナスタシア・ホーシン/2019年）
- オリンピア「パチスロ ガールズ&パンツァーG」（河嶋桃/2019年）
- 七匠「パチスロ 天元突破グレンラガン」（キノン・バチカ/2019年）
- 大都技研 「パチンコ ガンスリンガーストラトス」（竜胆しづね/2019年）
- 山佐「パチスロ ガンスリンガーストラトス」（竜胆しづね/2019年）
- SANKYO「Sトータル・イクリプス2R」（山城上総/2019年）
- SANKYO「フィーバートータル・イクリプスV」（山城上総/2019年）

### その他
- 大阪府立市岡高等学校 百周年記念式典（司会/2001年）
- テックウィンDVD（ボイスデータ/2002年 -2004年）
- マリア様がみてる 祐巳の目覚まし時計（福沢祐巳/2005年）
- TRPGナイトウィザードリプレイ（プレイヤー：紅樹星、神宮寺百合子/2007年 - 2008年）
- Fate/stay night Digital Player 聖櫃（Holy ARK）（遠坂凛/2009年）
- 咲-Saki- 音声入り目覚まし時計（宮永咲/2009年）
- 島津斉彬と私（容子/2010年）尚古集成館館内映像
- Clarion（クラリオン）カーナビゲーション誘導音声：大阪編（和泉杏奈/2014年年）
- くっきーちゃん&たまちゃんのガンスリンガーズウェディング（司会/2015年）
- 朗読劇「朗読劇モレンジャーV！」（5次元の中一/2016年）
- 有馬記念 JRA× シン・ゴジラ コラボレーション企画「シン・アリマ」（チーター、コウテイペンギン/2016年）
- ひなろじ〜from Luck & Logic〜 soloete（森ヶ谷夕子/2017年）
- ひなろじ〜from Luck & Logic〜 soloeteボイスアクリルキーホルダー キャストボイス付ブロマイド（アニメイトVer.）（森ヶ谷夕子/2017年）
- ひなろじ〜from Luck & Logic〜 soloeteボイスアクリルキーホルダー キャストボイス付ブロマイド（ゲーマーズVer.）（森ヶ谷夕子/2017年）
- 悪魔バスター★スター・バタフライ目覚まし時計（スター・バタフライ/2017年）
- Denon「AH-GC20FATE 劇場版「Fate/stay night[Heaven's Feel]」スペシャルエディション」（遠坂凛/2017年）
- Astell&Kern「AK70 MKII 〜Fate/stay night [Heaven's Feel]コラボモデル〜」（遠坂凛/2017年）
- Sony–Stories（Japan）スペシャルリポーター（2018年）
- まいにちコンパイルハート（アイエフ/2018年）
- 声優紅白歌合戦2019（司会/2019年）
- project758（白川そら/2019年）
- 朗読「クレシェンド 第二章 新しき日々」（ミニア[264]/2019年[265]）
- 朗読「クレシェンド 第三章 春の嵐」（ミニア[266]/2019年[267]）
- 朗読「クレシェンド 第四章 旅立ち」（ミニア[268]/2019年[269]）
- 音楽朗読劇「人形浄瑠璃 SOUND THEATRE × 火色の文楽」（末広蕗/2019年）
- ヘルモード 〜やり込み好きのゲーマーは廃設定の異世界で無双する〜 オーディオドラマ（セシル[270]）
- アリス九號. PREMIUM ONEMAN「WHITE PERIOD V」（2020年、影アナ・有栖川九美）
- ヤマザキビスケット『「今日の3時はどのサンド？」キャンペーン』（2023年10月、コムギ）[271]

## ディスコグラフィ

### シングル
|     | 発売日        | タイトル           | 規格品番   | オリコン 最高位 |
| --- | ------------- | ------------------ | ---------- | --------------- |
| 1st | 2001年12月5日 | Over the FANTASY   | AVCA-14281 | 48位            |
| 2nd | 2003年9月25日 | 地球Merry-Go-Round | COCC-15548 | 129位           |

### アルバム
|     | 発売日        | タイトル | 規格品番   | オリコン 最高位 |
| --- | ------------- | -------- | ---------- | --------------- |
| 1st | 2004年8月25日 | かないろ | COCX-32860 | 129位           |

### タイアップ曲
| 楽曲               | タイアップ                                                                        | 時期   |
| ------------------ | --------------------------------------------------------------------------------- | ------ |
| Over the FANTASY   | テレビアニメ『FF：U 〜ファイナルファンタジー:アンリミテッド〜』オープニングテーマ | 2001年 |
| 地球Merry-Go-Round | テレビアニメ『住めば都のコスモス荘 すっとこ大戦ドッコイダー』エンディングテーマ   | 2003年 |

### キャラクターソング
| 発売日   | 商品名                                                                                | 歌 | 楽曲 | 備考                                                                  |
| 2001年   | 2001年                                                                                | 2001年 | 2001年 | 2001年                                                                |
| -------- | ------------------------------------------------------------------------------------- | --- | --- | --------------------------------------------------------------------- |
| 8月22日  | 機動天使エンジェリックレイヤー キャラクターソングアルバム 天使の音楽                  | 瀬戸林子（植田佳奈） | 「天使になれない！」 | テレビアニメ『機動天使エンジェリックレイヤー』関連曲                  |
| 10月3日  | チャンス・トライアングルセッション ヴォーカルアルバム 歌姫-DIVA-                      | 森村ジュン（植田佳奈） | 「Gate To The Dream」 | テレビアニメ『チャンス〜トライアングルセッション〜』関連曲            |
| 2003年   |                                                                                       | | |                                                                       |
| 5月21日  | Ever17 シングルコレクション Action.5 松永沙羅                                         | 松永沙羅（植田佳奈） | 「涙の子守唄」 | ゲーム『Ever17 -the out of infinity-』関連曲                          |
| 8月22日  | KID MUSIC MUSEUM 2                                                                    | 松永沙羅（植田佳奈） | 「Der Mond Das Meer-沙羅-」 | ゲーム『Ever17 -the out of infinity-』関連曲                          |
| 8月22日  | KID MUSIC MUSEUM 2                                                                    | To Heaven | 「まばたき」 | ゲーム『Ever17 -the out of infinity-』関連曲                          |
| 2004年   |                                                                                       | | |                                                                       |
| 3月17日  | マーメイドメロディー ぴちぴちピッチ ボーカルコレクション ジュエルボックス2            | 沙羅（植田佳奈） | 「Return to the Sea」 | テレビアニメ『マーメイドメロディー ぴちぴちピッチ』関連曲             |
| 4月21日  | 愛の温度℃                                                                             | 七海るちあ（中田あすみ）、宝生波音（寺門仁美）、洞院リナ（浅野まゆみ）、沙羅（植田佳奈）、かれん（小暮英麻）、ノエル（永田亮子）、ココ（新井里美） | 「Legend of Mermaid 〜7Mermaid Version〜」                                                                                          | テレビアニメ『マーメイドメロディー ぴちぴちピッチ』挿入歌             |
| 6月23日  | せんせいのお時間 ドラマCD MOMO盤                                                      | 富永美奈子（植田佳奈） | 「なんて素敵なブラッディ・レイン」                                                                                                  | テレビアニメ『せんせいのお時間』関連曲                                |
| 8月18日  | マーメイドメロディー ぴちぴちピッチピュア オリジナルサウンドトラック                  | 沙羅（植田佳奈） | 「Legend of Mermaid（沙羅スローバージョン）」                                                                                       | テレビアニメ『マーメイドメロディー ぴちぴちピッチ』関連曲             |
| 8月25日  | pastel pure                                                                           | 朗読：福沢祐巳（植田佳奈） | 「pastel pure」 | テレビアニメ『マリア様がみてる〜春〜』関連曲                          |
| 9月15日  | マーメイドメロディー ぴちぴちピッチ ピュア ボーカルコレクションピュアBOX1             | 七海るちあ（中田あすみ）、宝生波音（寺門仁美）、洞院リナ（浅野まゆみ）、かれん（小暮英麻）、ノエル（永田亮子）、ココ（新井里美）、沙羅（植田佳奈） | 「KODOU 〜パフェクト・ハーモニー〜 （7Mermaid Version）」                                                                           | テレビアニメ『マーメイドメロディー ぴちぴちピッチ』関連曲             |
| 9月23日  | せんせいのお時間 すぺしゃる盤                                                         | 富永美奈子（植田佳奈） | 「なんて素敵なブラッディ・レイン（ゾリゲンMIX）」                                                                                   | テレビアニメ『せんせいのお時間』関連曲                                |
| 12月22日 | ピカピカの太陽/幸せの虹                                                               | 佐倉蜜柑（植田佳奈） | 「ピカピカの太陽」 | テレビアニメ『学園アリス』オープニングテーマ                          |
| 12月22日 | ピカピカの太陽/幸せの虹                                                               | 佐倉蜜柑（植田佳奈）、今井蛍（釘宮理恵） | 「幸せの虹」 | テレビアニメ『学園アリス』エンディングテーマ                          |
| 2005年   |                                                                                       | | |                                                                       |
| 4月22日  | マリア様がみてる 春 イメージアルバム                                                  | 福沢祐巳（植田佳奈）、小笠原祥子（伊藤美紀）、水野蓉子（篠原恵美） | 「紅薔薇のテーマ」 「いつの日にか」                                                                                                 | テレビアニメ『マリア様がみてる〜春〜』関連曲                          |
| 6月10日  | これが私の御主人様 音楽篇                                                             | 沢渡いずみ（浅野真澄）、沢渡みつき（清水愛）、倉内安奈（植田佳奈） | 「愛情のカタマリ」 | テレビアニメ『これが私の御主人様』エンディングテーマ                  |
| 7月21日  | 恋する奇跡                                                                            | 桂聖奈（佐久間紅美）、桜梅歩（仙台エリ）、矩継琴葉（植田佳奈）、桂みなも（辻あゆみ） | 「My Friend」 | テレビアニメ『極上生徒会』エンディングテーマ                          |
| 7月22日  | 卒業Next Graduation                                                                   | 新井勝美（吉原ナツキ）、加藤結夏（鹿野優以）、志村もこ（こやまきみこ）、高城レイカ（植田佳奈）、中本梓（鎌田梢） | 「卒業・攻略法2005」 | ゲーム『卒業 〜Next Graduation〜』オープニングテーマ                  |
| 7月22日  | 卒業Next Graduation                                                                   | 新井勝美（吉原ナツキ）、加藤結夏（鹿野優以）、志村もこ（こやまきみこ）、高城レイカ（植田佳奈）、中本梓（鎌田梢） | 「清華女子中学校 校歌」 | ゲーム『卒業 〜Next Graduation〜』関連曲                              |
| 8月24日  | 黄色いバカンス                                                                        | 桃月学園1年C組 feat.片桐姫子 | 「黄色いバカンス」 | テレビアニメ『ぱにぽにだっしゅ!』オープニングテーマ                   |
| 8月24日  | 黄色いバカンス                                                                        | 桃月学園1年C組 feat.橘玲 | 「黄色いバカンス」 | テレビアニメ『ぱにぽにだっしゅ!』オープニングテーマ                   |
| 9月22日  | ルーレット☆ルーレット                                                                 | 桃月学園1年C組 feat.一条さん | 「ルーレット☆ルーレット」 | テレビアニメ『ぱにぽにだっしゅ!』オープニングテーマ                   |
| 9月22日  | ルーレット☆ルーレット                                                                 | 桃月学園1年C組 feat.桃瀬くるみ | 「ルーレット☆ルーレット」 | テレビアニメ『ぱにぽにだっしゅ！』関連曲                              |
| 10月7日  | これが私の御主人様 CHARACTER ALBUM 003 "ANNA"                                         | 倉内安奈（植田佳奈） | 「恋心」 「愛情のカタマリ」 | テレビアニメ『これが私の御主人様』関連曲                              |
| 11月10日 | 極上生徒会 ベストアルバム 極上音楽集                                                  | 矩継琴葉（植田佳奈） | 「FLOWER IN THE DARK」 | テレビアニメ『極上生徒会』関連曲                                      |
| 11月23日 | 少女Q                                                                                 | 桃月学園1年C組 feat.上原都 | 「少女Q」 | テレビアニメ『ぱにぽにだっしゅ！』オープニングテーマ                  |
| 11月23日 | 少女Q                                                                                 | 桃月学園1年C組 feat.6号さん | 「少女Q」 | テレビアニメ『ぱにぽにだっしゅ！』オープニングテーマ                  |
| 11月23日 | 魔法少女リリカルなのはA's サウンドステージ 01                                         | 八神はやて（植田佳奈） | 「愛しさと優しさと」 | テレビアニメ『魔法少女リリカルなのはA's』関連曲                       |
| 12月21日 | コンパス 〜笑顔の行方〜                                                               | 大佛はずむ（植田佳奈）、神泉やす菜（堀江由衣）、来栖とまり（田村ゆかり） | 「コンパス 〜笑顔の行方〜」 | ラジオ『佳奈・由衣・ゆかりのかしましらじお』テーマソング              |
| 12月21日 | コンパス 〜笑顔の行方〜                                                               | 大佛はずむ（植田佳奈） | 「花笑みとかすみ草」 | テレビアニメ『かしまし 〜ガール・ミーツ・ガール〜』挿入歌             |
| 2006年   |                                                                                       | | |                                                                       |
| 1月12日  | 魔法少女リリカルなのはA's サウンドステージ 02                                         | 八神はやて（植田佳奈） | 「Snow Rain」 | テレビアニメ『魔法少女リリカルなのはA's』挿入歌                       |
| 2月22日  | ぱにぽにだっしゅ！ ボーカルベストアルバム 歌のザ・ベストテン                          | 桃月学園1年C組 feat.6号さん | 「黄色いバカンス」 | テレビアニメ『ぱにぽにだっしゅ！』オープニングテーマ                  |
| 2月22日  | ぱにぽにだっしゅ！ ボーカルベストアルバム 歌のザ・ベストテン                          | 桃月学園1年C組 feat.桃瀬くるみ | 「黄色いバカンス」 | テレビアニメ『ぱにぽにだっしゅ！』オープニングテーマ                  |
| 3月8日   | 魔法少女リリカルなのはA's サウンドステージ 03                                         | 八神はやて（植田佳奈） | 「あなたがくれた空」 | テレビアニメ『魔法少女リリカルなのはA's』関連曲                       |
| 4月5日   | Norte Amour                                                                           | 大佛はずむ（植田佳奈） | 「あいのありか」 | テレビアニメ『かしまし 〜ガール・ミーツ・ガール〜』関連曲             |
| 4月5日   | Norte Amour                                                                           | ゆうまお featuring 大佛はずむ（植田佳奈） | 「みちしるべ（TV size）」 | テレビアニメ『かしまし 〜ガール・ミーツ・ガール〜』オープニングテーマ |
| 8月11日  | 魔法少女リリカルなのはA's サウンドステージ ボーカルベストコレクション                 | 八神はやて（植田佳奈） | 「愛しさと優しさと（Piano edit）」 「あなたがくれた空（Windy style）」 「Snow Rain（Another approach）」                            | テレビアニメ『魔法少女リリカルなのはA's』関連曲                       |
| 2007年   |                                                                                       | | |                                                                       |
| 1月31日  | Fate/stay night キャラクターイメージソング II：遠坂凛                                 | 遠坂凛（植田佳奈） | 「KIRARI」 「KIRARI NUMBER201 Re-mix」                                                                                              | テレビアニメ『Fate/stay night』関連曲                                 |
| 2月23日  | Pumpkin Scissors OST WONderful tracks II                                              | ステッキン曹長（植田佳奈） | 「雨上がりの橋の上で」 | テレビアニメ『パンプキン・シザーズ』関連曲                            |
| 3月23日  | Pumpkin Scissors Dramatic CD 天然緑黄色                                               | ステッキン曹長（植田佳奈） | 「共和国の歌」 「かぼちゃのスープ」 「共和国の歌 ブルーアレンジ」                                                                   | テレビアニメ『パンプキン・シザーズ』関連曲                            |
| 3月23日  | Pumpkin Scissors Dramatic CD 天然緑黄色                                               | ステッキン曹長（植田佳奈） | 「パンプキン音頭」 | テレビアニメ『パンプキン・シザーズ』エンディングテーマ                |
| 3月23日  | Pumpkin Scissors Dramatic CD 天然緑黄色                                               | ステッキンと愉快な仲間たち | 「マーキュリー★GO」 | テレビアニメ『パンプキン・シザーズ』エンディングテーマ                |
| 4月4日   | 恋速ジェット                                                                          | 美島いちる（小清水亜美）、山田綾乃（佐藤利奈）、巴沙代（高橋美佳子）、後刀美弥（植田佳奈）、藤宮桃香（名塚佳織） | 「恋速ジェット」 | Webアニメ『ケータイ少女』オープニングテーマ                           |
| 4月4日   | 恋速ジェット                                                                          | 美島いちる（小清水亜美）、山田綾乃（佐藤利奈）、巴沙代（高橋美佳子）、後刀美弥（植田佳奈）、藤宮桃香（名塚佳織） | 「ミライエンジェル」 | Webアニメ『ケータイ少女』エンディングテーマ                           |
| 5月23日  | 魔法少女リリカルなのはStrikerS サウンドステージ01                                     | 八神はやて（植田佳奈） | 「星に祈りを」 | テレビアニメ『魔法少女リリカルなのはStrikerS』関連曲                  |
| 7月11日  | ケータイ少女 キャラクターソングミニアルバム Hexa colors                               | 後刀美弥（植田佳奈） | 「smile feeling!!」 | Webアニメ『ケータイ少女』関連曲                                       |
| 7月11日  | ケータイ少女 キャラクターソングミニアルバム Hexa colors                               | 美島いちる（小清水亜美）、後刀美弥（植田佳奈） | 「恋も真剣勝負ジャン！」 | ゲーム『ケータイ少女-麻雀スピリッツ-』関連曲                          |
| 9月21日  | ハヤテのごとく! キャラクターCD6/愛沢咲夜                                              | 愛沢咲夜（植田佳奈） | 「NA・NI・WA らぶもーしょん」 「Happy Lucky 7 Days」                                                                                | テレビアニメ『ハヤテのごとく！』関連曲                                |
| 10月3日  | 魔法少女リリカルなのはStrikerS サウンドステージ03                                     | 八神はやて（植田佳奈） | 「あなたを想う」 | テレビアニメ『魔法少女リリカルなのはStrikerS』関連曲                  |
| 12月19日 | レンタルマギカ スペシャルアルバムTHE縁起物 聴くと幸せになれる（かも）CD               | アストラルのみなさん | 「聖なる夜に」 | テレビアニメ『レンタルマギカ』挿入歌                                  |
| 12月19日 | レンタルマギカ スペシャルアルバムTHE縁起物 聴くと幸せになれる（かも）CD               | アストラルのみなさん | 「歩いていこう。（アストラルVersion）」                                                                                             | テレビアニメ『レンタルマギカ』エンディングテーマ                      |
| 2008年   |                                                                                       | | |                                                                       |
| 1月25日  | マリア様がみてる 〜Winter Special 2007〜                                              | 福沢祐巳（植田佳奈）、島津由乃（池澤春菜）、藤堂志摩子（能登麻美子） | 「We Wish You A Merry Christmas」                                                                                                   | OVA『マリア様がみてる』関連曲                                         |
| 2月22日  | マリア様がみてる OVA ファンディスク 第1巻 封入特典CD                                  | 福沢祐巳（植田佳奈）、島津由乃（池澤春菜）、藤堂志摩子（能登麻美子） | 「JOY TO THE WORLD」 | OVA『マリア様がみてる』関連曲                                         |
| 2月14日  | レンタルマギカ Special Gift 愛のアルバム for ♂                                        | 穂波・高瀬・アンブラー（植田佳奈） | 「恋は本気魔法（マジマジ）☆レンタルマギカ」                                                                                         | テレビアニメ『レンタルマギカ』関連曲                                  |
| 2月14日  | レンタルマギカ Special Gift 愛のアルバム for ♂                                        | アストラルのみなさん | 「ああ、アストラル」 「ついてる百回そんぐ（アストラルVersion）」                                                                    | テレビアニメ『レンタルマギカ』関連曲                                  |
| 2月27日  | 素敵探偵ラビリンス 迷宮ソングシリーズ VI                                              | 蒼花（植田佳奈） | 「NOCTURNE BLUE」 「NOCTURNE BLUE -Remix-」                                                                                         | テレビアニメ『素敵探偵☆ラビリンス』関連曲                             |
| 9月26日  | 乃木坂春香の秘密 キャラクターソング4                                                  | 桜坂葉月（清水香里）、七城那波（植田佳奈） | 「ご奉仕いんすぱいぁ」 「ひとさしゆびクワイエット！」                                                                               | テレビアニメ『乃木坂春香の秘密』関連曲                                |
| 12月10日 | クリスマスアルバム「マリア様がみてる」                                                | 福沢祐巳（植田佳奈）、島津由乃（池澤春菜）、藤堂志摩子（能登麻美子） | 「O Come All Ye Faithful」 | OVA『マリア様がみてる』関連曲                                         |
| 12月10日 | クリスマスアルバム「マリア様がみてる」                                                | 福沢祐巳（植田佳奈）、松平瞳子（釘宮理恵） | 「Angels We Have Heard On High」 | OVA『マリア様がみてる』関連曲                                         |
| 2009年   |                                                                                       | | |                                                                       |
| 3月4日   | 魔法少女リリカルなのはStrikerS サウンドステージ ボーカルベストコレクション            | 八神はやて（植田佳奈） | 「星に祈りを（Kuru×2 mix）」 「あなたを想う（Holy Sing ver）」                                                                      | テレビアニメ『魔法少女リリカルなのはStrikerS』関連曲                  |
| 3月6日   | 「ハヤテのごとく!」キャラクターカバーCD 〜選曲:畑健二郎〜                             | 愛沢咲夜（植田佳奈） | 「両手を広げて」 | テレビアニメ『ハヤテのごとく！』関連曲                                |
| 5月27日  | 熱烈歓迎わんだーらんど                                                                | 宮永咲（植田佳奈）、原村和（小清水亜美）、片岡優希（釘宮理恵）、染谷まこ（白石涼子）、竹井久（伊藤静） | 「熱烈歓迎わんだーらんど」 | テレビアニメ『咲-Saki-』エンディングテーマ                            |
| 5月27日  | 熱烈歓迎わんだーらんど                                                                | 宮永咲（植田佳奈）、原村和（小清水亜美）、 | 「残酷な願いの中で」 | テレビアニメ『咲-Saki-』エンディングテーマ                            |
| 7月22日  | 浪漫ちっくストライク。                                                                | 鈴川小梅（伊藤かな恵）、小笠原晶子（中原麻衣）、川島乃枝（植田佳奈）、宗谷雪（能登麻美子） | 「浪漫ちっくストライク。」 | テレビアニメ『大正野球娘。』オープニングテーマ                        |
| 7月22日  | 四角い宇宙で待ってるよ                                                                | 宮永咲（植田佳奈）、原村和（小清水亜美）、片岡優希（釘宮理恵）、染谷まこ（白石涼子）、竹井久（伊藤静） | 「四角い宇宙で待ってるよ」 | テレビアニメ『咲-Saki-』エンディングテーマ                            |
| 7月22日  | 四角い宇宙で待ってるよ                                                                | 宮永咲（植田佳奈）、原村和（小清水亜美）、片岡優希（釘宮理恵）、染谷まこ（白石涼子）、竹井久（伊藤静） | 「四角い宇宙で待ってるよ Cosmic Remix」 「四角い宇宙で待ってるよ Fortune[☆]Cube Mix」 「熱烈歓迎わんだーらんど SAKIにあがるね Mix」 | テレビアニメ『咲-Saki-』関連曲                                        |
| 7月29日  | THE夢のヒットスクエア キャラソン対局編                                                | 宮永咲（植田佳奈)、天江衣（福原香織）、池田華菜（森永理科）、加治木ゆみ（小林ゆう） | 「麻雀天使にかこまれちゃう」 | テレビアニメ『咲-Saki-』関連曲                                        |
| 7月29日  | THE夢のヒットスクエア キャラソン対局編                                                | 宮永咲（植田佳奈） | 「予感、咲きました！」 | テレビアニメ『咲-Saki-』関連曲                                        |
| 9月30日  | 咲-Saki- キャラソンボーカルアルバム Vol.2                                             | 宮永咲（植田佳奈） | 「Eternal Wind」 | テレビアニメ『咲-Saki-』関連曲                                        |
| 9月30日  | 咲-Saki- キャラソンボーカルアルバム Vol.2                                             | 宮永咲（植田佳奈）、原村和（小清水亜美）、片岡優希（釘宮理恵）、染谷まこ（白石涼子）、竹井久（伊藤静） | 「Ride On The Wave!」 | テレビアニメ『咲-Saki-』関連曲                                        |
| 9月30日  | ハヤテのごとく!! キャラクターCD 2nd series 08 鷺ノ宮伊澄&愛沢咲夜                     | 愛沢咲夜（植田佳奈） | 「ムテキをねらえっ」 | テレビアニメ『ハヤテのごとく!!』関連曲                                |
| 12月23日 | BLAZBLUE SONG ACCORD #1 with CONTINUUM SHIFT                                          | レイチェル＝アルカード（植田佳奈） | 「Queen of rose 〜真紅の傍観者〜」                                                                                                  | ゲーム『BLAZBLUE』関連曲                                              |
| 12月23日 | 乃木坂春香の秘密 ぴゅあれっつぁ♪ あらかると2                                          | 桜坂葉月（清水香里）、七城那波（植田佳奈） | 「したい！なりたい！乃木坂メイド隊」                                                                                                | テレビアニメ『乃木坂春香の秘密』関連曲                                |
| 12月24日 | beatmania IIDX spin-off drama ROOTS26S[suite] Vol.2                                   | 彩葉（植田佳奈）、理々奈（能登麻美子） | 「Medicine of love」 | 『ROOTS26』関連曲                                                     |
| 2010年   |                                                                                       | | |                                                                       |
| 8月25日  | 会長はメイド様! Made Latte Songs!                                                     | すばる（植田佳奈） | 「Ring a Bell」 | テレビアニメ『会長はメイド様!』関連曲                                 |
| 8月25日  | 会長はメイド様! Made Latte Songs!                                                     | 美咲（藤村歩）、さつき（豊崎愛生）、ほのか（阿澄佳奈）、すばる（植田佳奈）、エリカ（伊瀬茉莉也） | 「Magic of Love」 | テレビアニメ『会長はメイド様!』関連曲                                 |
| 2011年   |                                                                                       | | |                                                                       |
| 9月21日  | ハヤテのごとく！ キャラクターCD COLLECTION/三千院ナギ&マリア                          | HAYATE's COMBAT FRIENDS | 「ピeeeeeeeeeeeeeス！ 〜ひつじの手もかりたい〜」                                                                                    | テレビアニメ『ハヤテのごとく!!』関連曲                                |
| 2012年   |                                                                                       | | |                                                                       |
| 4月18日  | ストライクウィッチーズ劇場版 主題歌コレクション                                       | ハイデマリー・W・シュナウファー（植田佳奈） | 「ラインの護り」 | 劇場アニメ『ストライクウィッチーズ 劇場版』挿入歌                     |
| 6月9日   | ストライクウィッチーズ劇場版 秘め歌コレクション1                                      | サーニャ・V・リトヴャク（門脇舞以）、エイラ・イルマタル・ユーティライネン（大橋歩夕）、ハイデマリー・W・シュナウファー（植田佳奈） | 「約束の空へ 〜私のいた場所〜」 「オラーシャ空軍 航空行進曲」                                                                       | 劇場アニメ『ストライクウィッチーズ 劇場版』関連曲                     |
| 6月9日   | ストライクウィッチーズ劇場版 秘め歌コレクション1                                      | ハイデマリー・W・シュナウファー（植田佳奈） | 「夜間飛行」 | 劇場アニメ『ストライクウィッチーズ 劇場版』関連曲                     |
| 7月14日  | 魔法少女リリカルなのは The MOVIE 2nd A's Original Sound Track                         | 八神はやて（植田佳奈） | 「Snow Rain 〜Ver.Holy Night〜」 | 劇場アニメ『魔法少女リリカルなのは The MOVIE 2nd A's』挿入歌          |
| 2013年   |                                                                                       | | |                                                                       |
| 1月30日  | ハヤテのごとく！ CAN‘T TAKE MY EYES OFF YOU 第2巻 特典CD                              | 愛沢咲夜（植田佳奈） | 「急がばスマイル！」 | テレビアニメ『ハヤテのごとく! Cuties』エンディングテーマ              |
| 4月24日  | Snow Rain 〜Unison-trilogy〜                                                          | 八神はやて（植田佳奈）、リインフォース（小林沙苗） | 「Snow Rain Ver.Blessing Wind」 | 劇場アニメ『魔法少女リリカルなのは The MOVIE 2nd A's』関連曲          |
| 6月19日  | 鉄のラインバレル BD-BOX 特典CD                                                        | 遠藤シズナ（植田佳奈） | 「NONSTOP SUNRISE」 | テレビアニメ『鉄のラインバレル』関連曲                                |
| 10月23日 | Fate/kaleid liner プリズマ☆イリヤ キャラソンミニアルバム Prisma☆Musica                | 遠坂凛（植田佳奈） | 「SURGE MY FLAME」 | テレビアニメ『Fate/kaleid liner プリズマ☆イリヤ』関連曲               |
| 2015年   |                                                                                       | | |                                                                       |
| 1月28日  | Fate/kaleid liner プリズマ☆イリヤ 2wei! キャラクターソング Prisma☆Parade vol.3        | 遠坂凛（植田佳奈）、ルヴィアゼリッタ・エーデルフェルト（伊藤静） | 「RED×BLUE JEWEL-PHONIC」 | テレビアニメ『Fate/kaleid liner プリズマ☆イリヤ ツヴァイ！』関連曲    |
| 2016年   |                                                                                       | | |                                                                       |
| 4月27日  | ファンタシースターオンライン2 キャラクターソングCD 〜Song Festival〜 III              | クラリスクレイス（悠木碧）、サラ（植田佳奈） | 「ユニゾチック・コンフリクト」 | ゲーム『ファンタシースターオンライン2』関連曲                         |
| 2017年   |                                                                                       | | |                                                                       |
| 3月29日  | レコラヴ オリジナルサウンドトラック                                                   | 反町莉子（植田佳奈） | 「親友＜恋人未満〜レコードメモリー」                                                                                                | ゲーム『レコラヴ』エンディングテーマ                                  |
| 4月19日  | ガールフレンド（仮） キャラクターソングシリーズ Vol.04                                | スカーレット・カメリア | 「嵯峨椿トライアングル」 | ゲーム『ガールフレンド（♪）』関連曲                                   |
| 7月26日  | アイドル事変 第5巻 Special CD                                                         | Cherry7 | 「煌めきのシンフォニア」 | テレビアニメ『アイドル事変』劇中歌                                    |
| 8月9日   | TVアニメ『ひなろじ～from Luck & Logic～』エンディング&キャラソンミニアルバム          | 森ヶ谷夕子（植田佳奈）、東瑞希（内田真礼） | 「愛は華、愛は雛」 | テレビアニメ『ひなろじ〜from Luck & Logic〜』関連曲                   |
| 10月25日 | 蒼紅華之舞 〜GRANBLUE FANTASY〜                                                       | ユエル（植田佳奈）、ソシエ（白石涼子） | 「蒼紅華之舞」 | ゲーム『グランブルーファンタジー』関連曲                              |
| 10月25日 | 蒼紅華之舞 〜GRANBLUE FANTASY〜                                                       | ユエル（植田佳奈） | 「蒼紅華之舞」 | ゲーム『グランブルーファンタジー』関連曲                              |
| 8月10日  | CR戦国乙女5 〜10thAnniversary〜オリジナルサウンドトラック                             | 豊臣ヒデヨシ（新名彩乃）、上杉ケンシン（植田佳奈）、徳川イエヤス（千葉紗子）、今川ヨシモト（山本麻里安）、武田シンゲン（高橋美佳子）、伊達マサムネ（中原麻衣）、織田ノブナガ（小松未可子）、明智ミツヒデ（釘宮理恵）                                                                                | 「10回目のありがとう」 | パチンコ『CR戦国乙女5〜10th Anniversary〜』関連曲                     |
| 2018年   |                                                                                       | | |                                                                       |
| 10月24日 | 魔法少女リリカルなのは Detonation Original Sound Track                                | ディアーチェ（植田佳奈） | 「暁の祈り」 | 劇場アニメ『魔法少女リリカルなのは Detonation』関連曲                 |
| 12月5日  | ワールドウィッチーズシリーズ10周年 記念 秘め歌コレクション特別版 Vol.3 西ヨーロッパ篇 | ハイデマリー・W・シュナウファー（植田佳奈） | 「Le ciel bleu」 | 「ワールドウィッチーズ」関連曲                                        |
| 2019年   |                                                                                       | | |                                                                       |
| 1月30日  | プリンセスコネクト! Re:Dive PRICONNE CHARACTER SONG 07                                | アヤネ（芹澤優）、クルミ（植田佳奈） | 「Ding Dong Holy Night♪」 | ゲーム『プリンセスコネクト! Re:Dive』関連曲                           |
| 11月20日 | 魔法少女リリカルなのは キャラクターソング コンプリートBOX                             | 八神はやて（植田佳奈）、リインフォースI（小林沙苗） | 「いつか逢えるから」 | テレビアニメ『魔法少女リリカルなのは』関連曲                          |
| 11月20日 | 魔法少女リリカルなのは キャラクターソング コンプリートBOX                             | ディアーチェ（植田佳奈）、シュテル（田村ゆかり）、レヴィ（水樹奈々） | 「暁の祈り〜Ver.Trinity Hearts」 | テレビアニメ『魔法少女リリカルなのは』関連曲                          |
| 2021年   |                                                                                       | | |                                                                       |
| 6月2日   | Fate/Grand Carnival 1st Season 完全生産限定版特典CD                                   | マシュ・キリエライト（高橋李依）、ニトクリス（田中美海）、エリザベート・バートリー（大久保瑠美）、酒呑童子（悠木碧）、茨木童子（東山奈央）、女王メイヴ（佐倉綾音）、アタランテ（早見沙織）、謎のヒロインX（川澄綾子）、イシュタル（植田佳奈）、ネロ・クラウディウス（丹下桜）、シトナイ（門脇舞以） | 「すーぱー☆あふぇくしょん」 | OVA『Fate/Grand Carnival』テーマソング                                |
| 2022年   |                                                                                       | | |                                                                       |
| 5月25日  | プリンセスコネクト！Re:Dive PRICONNE CHARACTER SONG 27                                | クルミ（植田佳奈） | 「ミュージカルが聴こえる？」 | ゲーム『プリンセスコネクト！Re:Dive』挿入歌                           |

### その他参加楽曲
| 発売日         | 商品名                                         | 歌                                                       | 楽曲 | 備考                                                              |
| -------------- | ---------------------------------------------- | -------------------------------------------------------- | --- | ----------------------------------------------------------------- |
| 2005年12月14日 | GORO MATSUI Produce Blister Pack Voices        | 植田佳奈                                                 | 「Persona」 |                                                                   |
| 2006年8月4日   | エスパー魔美 トリビュートCD 2006 〜Kana Ueda〜 | 植田佳奈                                                 | 「テレポーテーション -恋の未確認-」 |                                                                   |
| 2009年9月23日  | Happyの条件/キズナ                             | M's                                                      | 「Happyの条件」 | ラジオ『アニたまどっとコム standard まるなげ♪』オープニングテーマ |
| 2009年9月23日  | Happyの条件/キズナ                             | M's                                                      | 「キズナ」 | ラジオ『アニたまどっとコム standard まるなげ♪』エンディングテーマ |
| 2011年4月29日  | 手をつなごう                                   | H.E.A.R.T.                                               | 「手をつなごう」 | 東日本大震災 チャリティー企画『H.E.A.R.T.』関連曲                 |
| 2011年11月18日 | 麻雀最強戦 熱闘牌応援歌                        | 小山剛志 / セリフ：植田佳奈、小山剛志 / 合いの手：金本晃 | 「最強への道」 | 『麻雀最強戦』テーマソング                                        |
| 2011年11月18日 | 麻雀最強戦 熱闘牌応援歌                        | 小山剛志 / 合いの手：植田佳奈                            | 「サバイバルバトル」 | 『麻雀最強戦』テーマソング                                        |
| 2012年2月22日  | 新・百歌声爛II-女性声優編-                     | 植田佳奈                                                 | 「輪舞-revolution」〜 「御旗のもとに」〜 「風の谷のナウシカ」〜 「LOVE SONG」〜 「空からこぼれたStory」〜 「恋するココロ」〜 「はじめて♡しましょ！」〜 「教えてあげる」〜 「YOU」〜 「時の記憶」 |                                                                   |

### DVD
- Voila! 〜kana ueda music video collection〜（2004年8月25日 COBC-4342）
- N's & 姫宮みらんとチョコレートロッカーズLIVE in YOKOHAMA（2010年）

## 漫画・書籍・同人誌
- こえたま（キャラクター原案/2011年6月号 - 2012年12月号）
- 近代麻雀 雀荘うえだ繁盛記（コラム連載/2011年11月号 - 2013年7月号）
- おはよぅおかえり（ブログ本/2006年3月30日）
- N±、同人誌もはじめました。（同人誌/2010年12月31日）
- N± ライブしました。（同人誌/2011年2月11日）
- N±、同人誌はじめました。Vol.2（同人誌/2011年8月14日）
- N±、同人誌はじめました。Vol.3（同人誌/2011年12月31日）